# Brynów
Brynów (niem. Brynow) – część Katowic, położona w środkowym rejonie miasta, w granicach czterech dzielnic: Brynowa części wschodniej-Osiedla Zgrzebnioka, Piotrowic-Ochojca, Śródmieścia i Załęskiej Hałdy-Brynowa części zachodniej.
Początki Brynowa sięgają XV wieku. W późniejszym czasie założono tutaj folwark, zaś przemysł zaczął się tu rozwijać w XIX wieku. Od 1924 roku Brynów jest częścią Katowic. Na terenie historycznej gminy Brynów powstały m.in. kolonie: Dwunastu Apostołów, Kamionka, Katowicka Hałda i Świętego Huberta oraz powojenne osiedla: Ptasie i A. Zgrzebnioka. Do najbardziej znaczących zakładów przemysłowych na terenie Brynowa należy Ruch „Wujek”, będący częścią Kopalni Węgla Kamiennego „Staszic-Wujek”. Na terenie Brynowa położony jest park im. Tadeusza Kościuszki, w którym znajduje się XVI-wieczny kościół św. Michała Archanioła, sprowadzony do Katowic w 1938 roku z Syryni. Do głównych tras przebiegających przez Brynów należy aleja Górnośląska (część autostrady A4), ulica Mikołowska i ulica T. Kościuszki – równolegle do tej ostatniej biegnie linia tramwajowa zakończona Centrum Przesiadkowym Brynów.

## Geografia
Brynów pod względem administracyjnym położony jest w województwie śląskim i jako dawna gmina stanowi część czterech dzielnic Katowic – Załęskiej Hałdy-Brynowa części zachodniej, Brynowa części Wschodniej-Osiedla Zgrzebnioka (obie dzielnice rozdziela ulica Brynowska) oraz Piotrowic-Ochojca (rejon ulicy Rzepakowej) i Śródmieścia (rejon węzła autostradowego Katowice Mikołowska). Brynów od północy graniczy ze Śródmieściem, od wschodu z Muchowcem, od południa z Ochojcem, zaś od zachodu z Ligotą (Stara Ligota) i Załęską Hałdą. Według podziału fizycznogeograficznego Jerzego Kondrackiego Brynów znajduje się w mezoregionie Wyżyna Katowicka (341.13), natomiast pod względem historycznym we wschodniej części Górnego Śląska.
Pod względem budowy geologicznej Brynów położony jest w zapadlisku górnośląskim, które wypełnia utwory pochodzące z karbonu (głównie zlepieńce, piaskowce i łupki ilaste zawierające pokłady węgla kamiennego). Powierzchniowe utwory, na których leży Brynów są zbudowane ze skał karbońskich i plejstoceńskich. Skały karbońskie – warstwy orzeskie (łupki szare, piaskowce i węgiel kamienny), budują północną i środkową część Brynowa, zaś utwory plejstoceńskie – gliny zwałowe, południową część, tj. obszar wzdłuż ulicy Rolnej i osiedle Ptasie. Utwory plejstoceńskie powstały pod wpływem trwających w tym czasie zlodowaceń. Cały obszar dzielnicy położony jest na Wzgórzach Kochłowickich, a najwyżej położony punkt Brynowa to Wzgórze Beaty o wysokości ponad 320 m n.p.m.

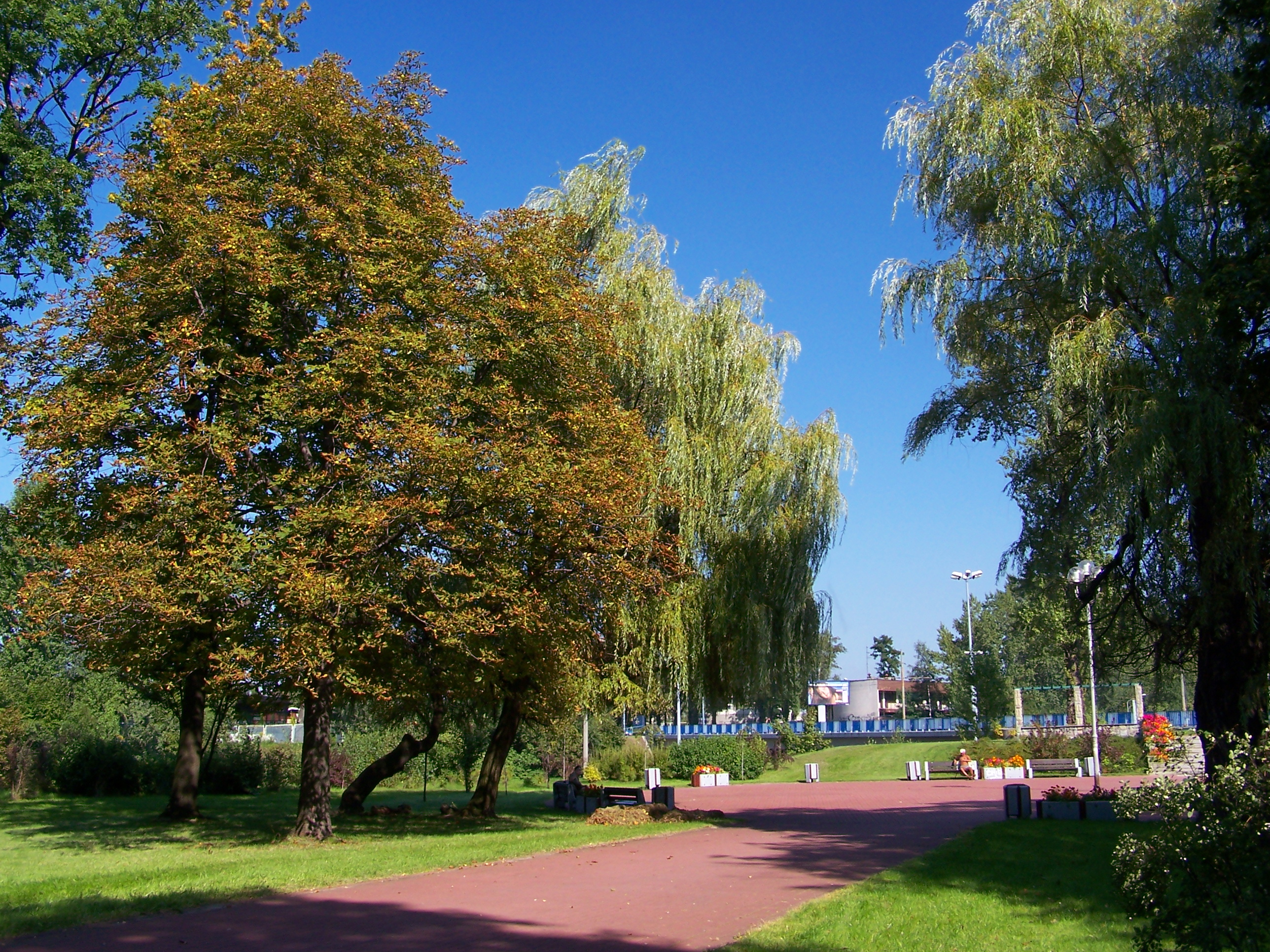
Fragment parku im. T. Kościuszki

Klimat Brynowa nie wyróżnia się zbytnio od warunków panujących w całych Katowicach, a jedynie jest modyfikowany przez lokalne czynniki (topoklimat). Występuje tu klimat umiarkowany przejściowy z przewagą prądów oceanicznych nad kontynentalnymi. Przez Brynów przebiega dział wodny I rzędu, rozdzielający dorzecze Wisły i Odry. Od strony zachodniej przebiega on od kopalni „Wujek” przez Wzgórze Beaty, osiedle A. Zgrzebnioka oraz wschodnią część osiedla Ptasiego i biegnie dalej w kierunku południowo-wschodnim. Tereny w dorzeczu Wisły (północna część Brynowa) położone są w zlewni Rawy i Potoku Leśnego, zaś południowa część odwadnia potok Kokocicniec oraz rzeka Kłodnica.
Największym obszarem zieleni urządzonej w Brynowie jest park im. Tadeusza Kościuszki. Park ten wytyczono w 1888 roku w rejonie dawnej kopalni „Beate” („Beata”), a po przebudowie w latach 90. XIX wieku obszar ten nazwano Südpark (niem. Park Południowy). W dniu 26 lutego 1993 roku park wpisano do rejestru zabytków nieruchomych. W parku znajduje się m.in. wieża spadochronowa, pomnik Tadeusza Kościuszki, muszla koncertowa, altana i cmentarz żołnierzy sowieckich, a także przeniesiony z Syryni drewniany kościół św. Michała Archanioła z XVI wieku. Przyrodniczo park stanowi swobodną kompozycję zieleni, a w części zachował się naturalny drzewostan wraz z warstwą runa. Do charakterystycznych elementów parku należą ponad 130-letnie buki. Są tu też siedliska ptaków leśnych i drobnych ssaków. Z innych obszarów zieleni urządzonych, na terenie Brynowa wyznaczono kilka skwerów. Są to skwery: ks. Jana Machy, Porozumienia Katowickiego 1980 roku, Kazimierza Gołby (wszystkie trzy w rejonie ulicy W. Pola), Represjonowanych Żołnierzy Górników (na rogu ulicy Mikołowskiej i ulicy J. Gallusa), F. Szymkowiaka (na osiedlu A. Zgrzebnioka przy ulicy Łabędziej), a także plac Tajnej Organizacji Nauczycielskiej na skrzyżowaniu ulic: Rolnej, T. Kościuszki i Brynowskiej.

## Historia

### Przed 1919 rokiem

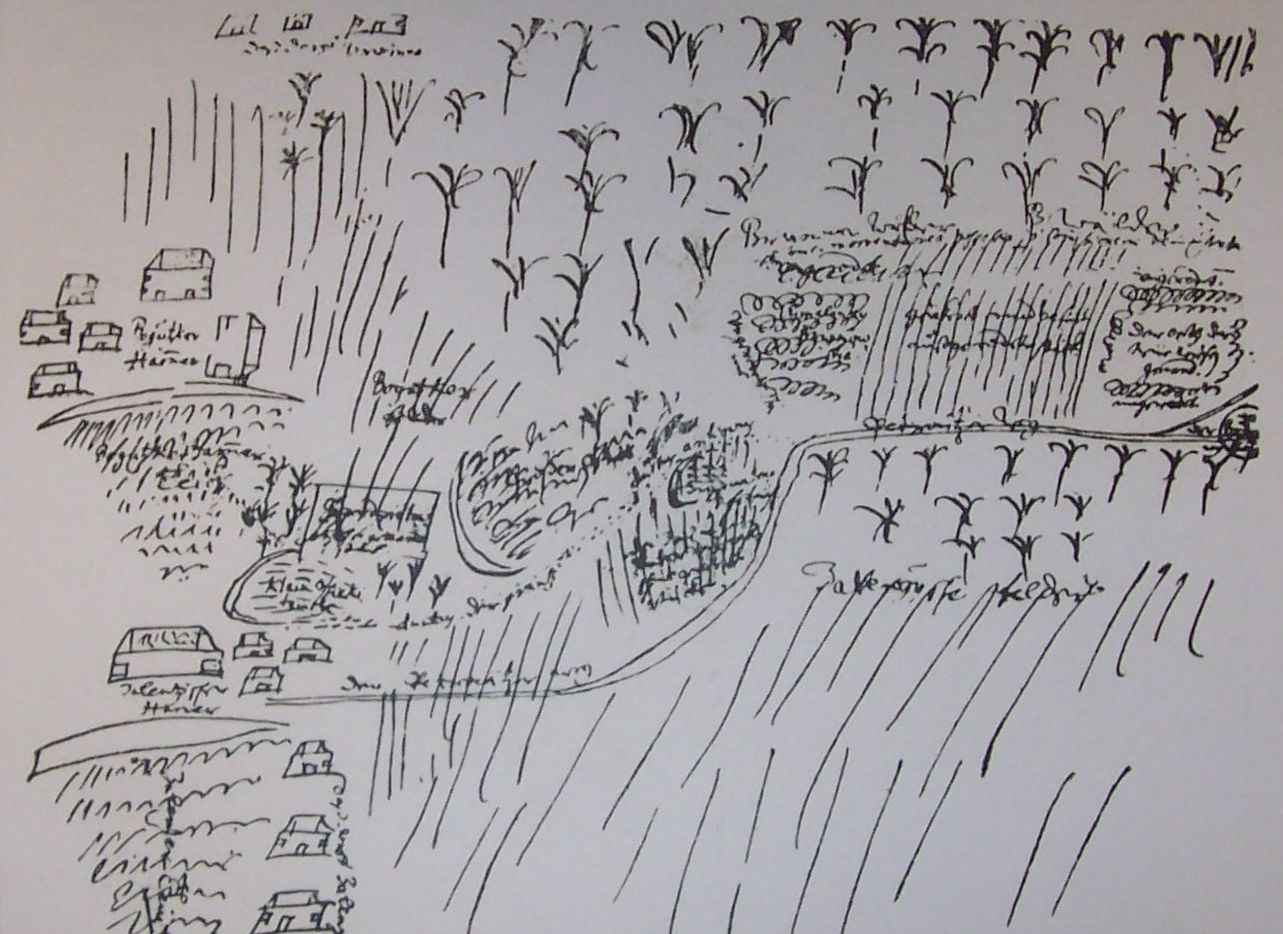
Najdawniejszy plan sytuacyjny obszarów dzisiejszych Katowic z 1686 roku (mapa w orientacji wschodniej); Brynów znajduje się na górze mapy, oznaczony jako das Dorf Brwinow, zaś po prawej stronie zaznaczono m.in. lasy brynowskie (Brwinowe Wälder) i chmielniki brynowskie (Chmielniky Brwinowskie)

Wieś Brynów, pierwotnie nazywana jako Brwinów, pierwszy raz wymieniona była w dokumencie z 1474 roku o oddaniu w zastaw dóbr mysłowickich Jakubowi z Dębna przez księcia rybnickiego Wacława III. Tereny wsi w późniejszym czasie często zmieniały właściciela aż do 1486 roku, kiedy to na mocy umowy zatwierdzonej przez księcia cieszyńskiego Kazimierza II właścicielem Brynowa wraz z kuźnią bogucką stał się kuźnik Jurga Kleparski. W 1517 roku wraz z całą ziemią mysłowicką Brynów stał się własnością Jana Turzona, natomiast w 1536 roku wieś została wydzielona z ziemi pszczyńskiej i stała się ona własnością Salomonów i odtąd dzieliła losy Kuźnicy Boguckiej, a następnie Katowic. Wieś ta pozostawała niezamieszkana do XVI wieku, a pierwsi mieszkańcy pojawili się ponownie na początku XVII wieku. Brynów został zaznaczony na jednym z najstarszych planów dzisiejszych Katowic, pochodzących z około 1686 roku. W Katastrze Karolińskim z okresu 1723–1725 wskazano, że w Brynowie znajdowało się 9 gospodarstw zagrodniczych. W 1738 roku w Brynowie mieszkało 24 zagrodników, którzy przybyli do osady z Kokocińca, Panewnik, Tychów, Ligoty, Piotrowic, Lędzin i Śmiłowic. Na przełomie XVII i XVIII wieku powstał folwark brynowski.

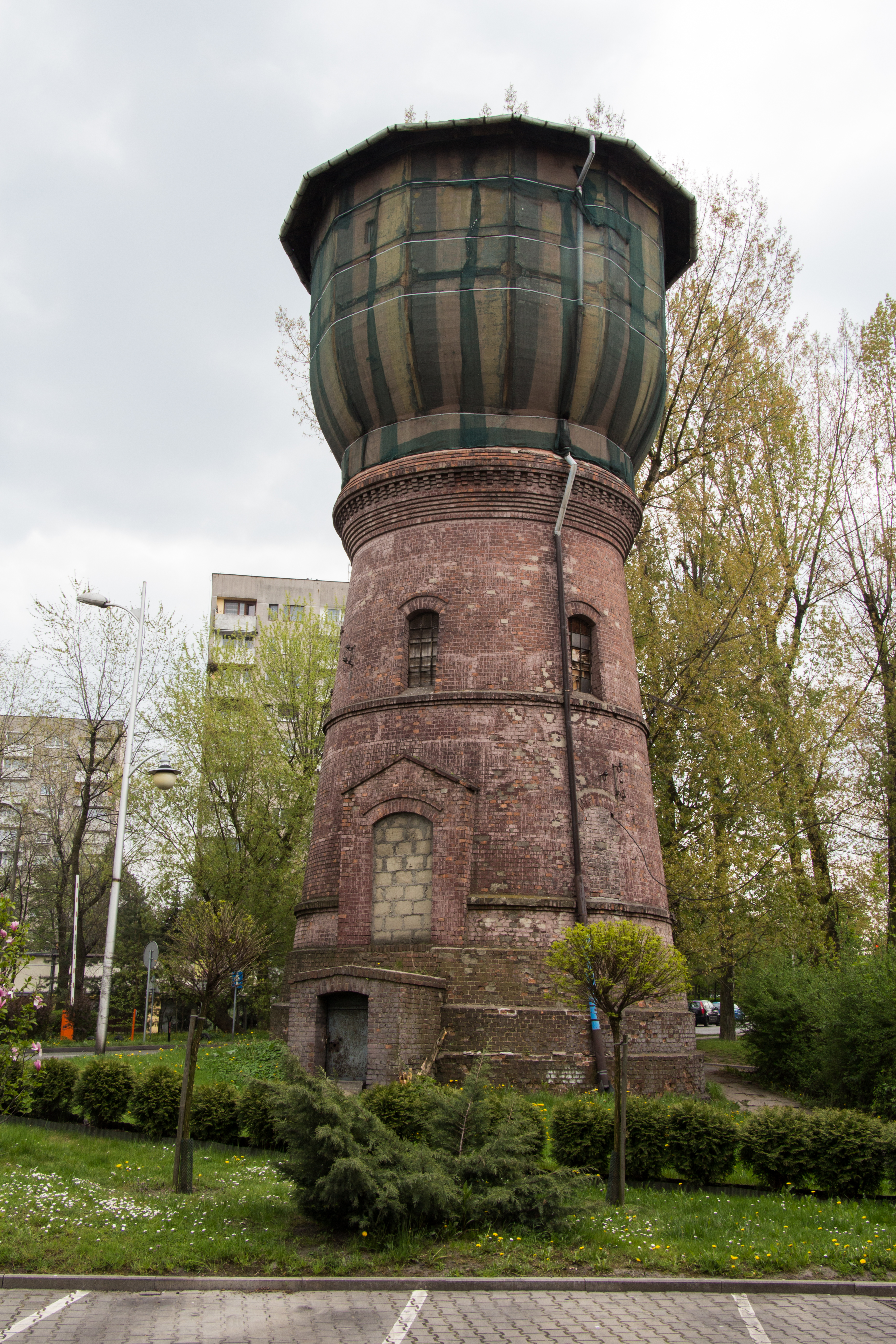
Wieża ciśnień przy obecnej ulicy J. Gallusa w katowickiej Hałdzie, powstała w 1902 roku wraz z doprowadzeniem wodociągu do kopalni „Oheim” („Wujek”)

Pierwotna nazwa osady – Brwinów, była używana do XIX wieku i wywodzi się od belek drewna które były używane na potrzeby kuźnicy – według źródeł wykonywano w rejonie Brynowa wyrębów lasów. Pod koniec pierwszej połowy XIX wieku Brynów stał się własnością najpierw Wincklerów i Thiele-Wincklerów, a potem księcia Hohenlohego. Początkowo Brynów wchodził w skład gminy Katowice, a po nadaniu Katowicom w 1865 roku praw miejskich utworzono samodzielną gminę Brynów z uwagi na polski charakter wsi. Siedziba gminy znajdowała się na rogu dzisiejszych ulic J. Gallusa i Mikołowskiej, w miejscu budynku przy ul. J. Gallisa 6. Funkcjonował też obszar dworski Brynów, który był zarządzany z brynowskiego folwarku.
Do końca XVIII wieku na obszarze całych Katowic, w tym Brynowa, głównym źródłem utrzymania ludności było rolnictwo i leśnictwo. Dodatkowo w rejonie Brynowa uprawiano chmiel do produkcji piwa. Od tego czasu z pokładów wychodzących na powierzchnię zaczęto wydobywać węgiel kamienny, a pokłady glin umożliwiły nieco później uruchomienie kilku cegielni. W 1801 roku powstała tu kopalnia węgla kamiennego „Beate” (niem. „Beata”), funkcjonująca do 1880 roku. a sprawą drugiego właściciela kopalni – Franza von Wincklera ówczesną Beatestrasse (obecnie ulica T. Kościuszki), prowadzącą do dworu Thiele-Wincklerów, utwardzono. W 1899 roku w północno-zachodniej części Brynowa uruchomiono kopalnię węgla kamiennego „Oheim” (od 1922 roku pod nazwą „Wujek”). W 1902 roku do Katowickiej Hałdy i nowo powstałej kopalni „Oheim” doprowadzono wodociąg powiatowy, a także wybudowano istniejącą do dziś wieżę ciśnień przy obecnej ulicy J. Gallusa. Wraz z rozwojem przemysłowym rozwinęła się zabudowa mieszkaniowa. Powstawały na terenie gminy Brynów nowe osiedla patronackie, jak w Katowickiej Hałdzie m.in. kolonia Dwunastu Apostołów czy kolonia urzędnicza kopalni „Oheim” („Wujek”). W 1905 roku Brynów liczył 662 osoby, zaś już w 1910 roku pruski spis powszechny odnotował w Brynowie 2 445 osób mówiących w języku polskim, 500 w języku niemieckim i 143 osób mówiących języku polskim i niemieckim.

### Po 1919 roku

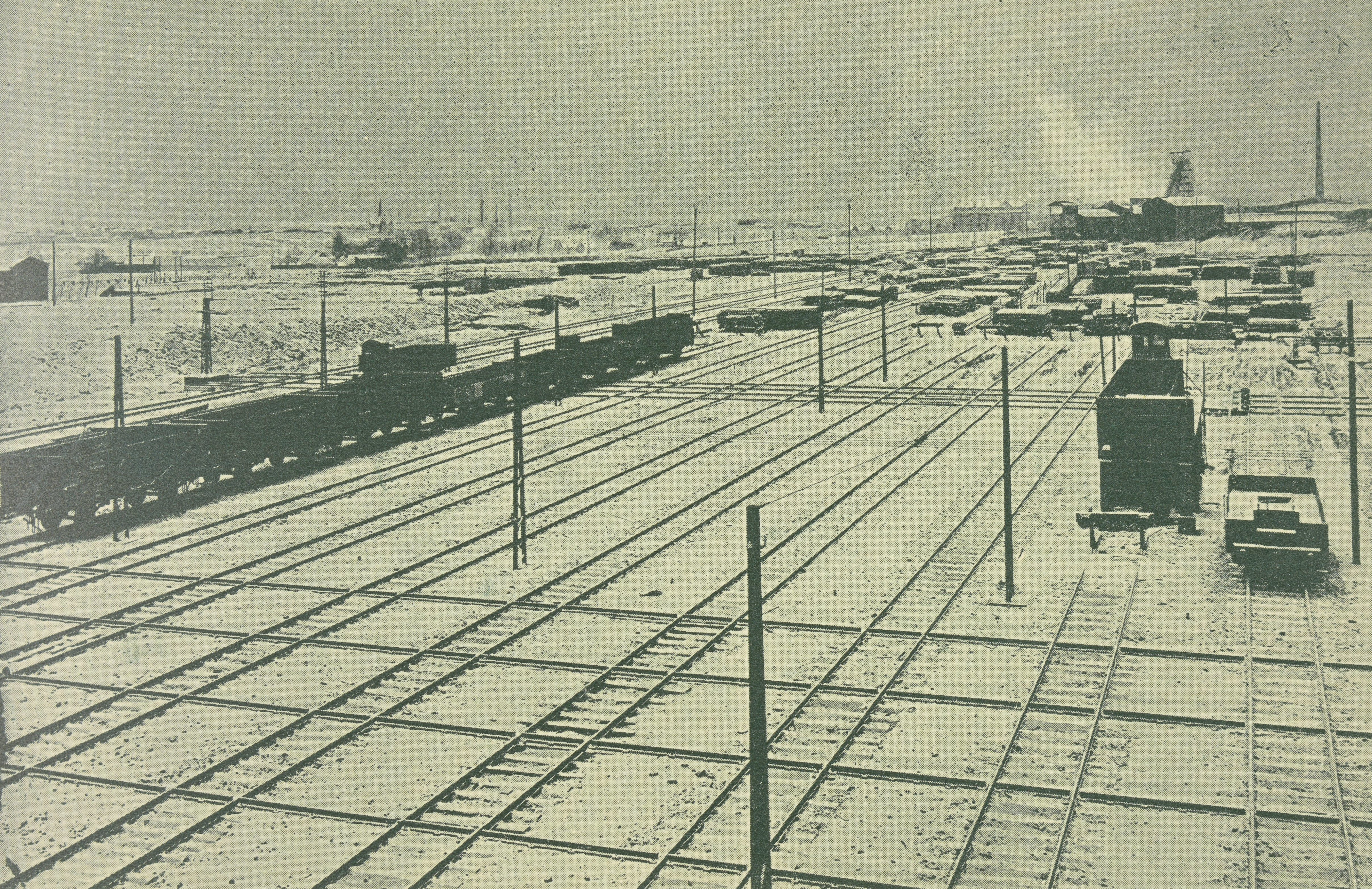
Kopalniany dworzec kolejowy kopalni „Wujek” po 1922 roku

W styczniu 1919 roku powołano Brynowskie gniazdo Towarzystwa Gimnastycznego „Sokół”. Kierował nim Jan Kluzik i Robert Neumann, którzy w oparciu o nie stworzyli tu silną komórkę Polskiej Organizacji Wojskowej Górnego Śląska. Od marca 1919 roku istniała w Brynowie polska Rada Ludowa, którą kierował Jan Kluzik. W czerwcu 1920 roku powstało Towarzystwo Polek. Podczas plebiscytu 65% mieszkańców gminy Brynów zagłosowało za włączeniem Górnego Śląska do Polski. W trakcie III powstania śląskiego Brynów został opanowany przez pułk katowicki Walentego Fojkisa i Adama Kocura. W listopadzie 1921 roku powstańcy z Brynowa zdobyli koszary niemieckie w Katowicach i walczyli pod górą św. Anny W 1922 roku tereny Brynowa włączono do odrodzonego państwa polskiego, zaś dwa lata później tereny gminy (Brynów wraz z Katowicką Hałdą i Kamionką) przyłączono do miasta Katowice. W latach międzywojennych zaczęły powstawać nowe zakłady przemysłowe, w tym Fabryka Farb i Lakierów i liczne cegielnie. W czasie wielkiego kryzysu powstawały także nielegalnie biedaszyby. W dniu 15 października 1924 Brynów włączono do Katowic, a rok później Katowice podzielono na dzielnice – tereny Brynowa włączono do dzielnicy Ligota-Brynów. W tym okresie Brynów jako obwód statystyczny miał powierzchnię 145 ha i liczył w dniu 31 grudnia 1938 roku 2 220 mieszkańców. Średnia gęstość zaludnienia wynosiła wówczas 15,3 osób/ha.

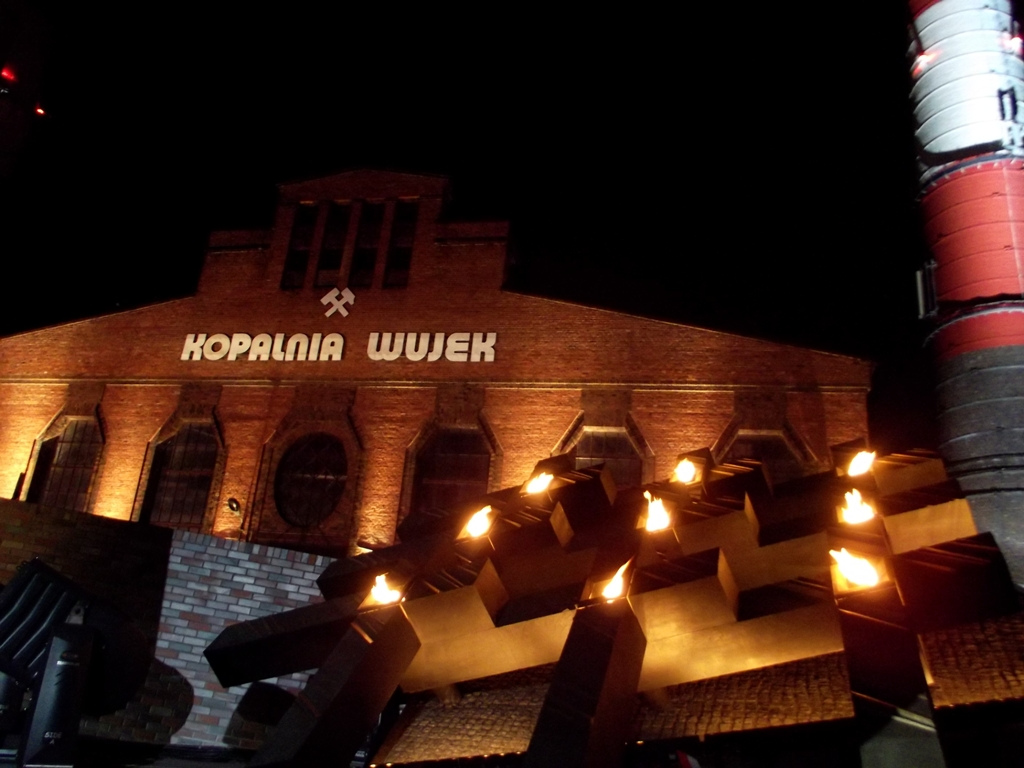
Pomnik poległych górników kopalni Wujek, upamiętniający dziewięciu górników zmarłych podczas pacyfikacji kopalni w stanie wojennym

Na początku II wojny światowej, w dniu 4 września doszło do obrony znajdującej się w parku Kościuszki wieży spadochronowej przez grupę byłych powstańców śląskich i harcerzy. Prowadzili oni z niej ostrzał oddziałów 239 Dywizji Piechoty Wehrmachtu, wkraczających od południa do miasta. Po zajęciu Brynowa przez Niemców, przy kopalni „Wujek” założyli oni obóz pracy dla Polaków, Rosjan i Włochów.
W latach powojennych w Brynowie rozwinęło się budownictwo mieszkaniowe. W latach 60. XX wieku we wschodniej części Brynowa powstało osiedle Ptasie, składające się głównie z domów jednorodzinnych, a w 1978 roku rejonie dawnego folwarku brynowskiego rozpoczęto budowę osiedla A. Zgrzebnioka. Rozwinęła się także zabudowa w innych rejonach dzielnicy. Dnia 14 grudnia 1981 roku w związku z wprowadzeniem stanu wojennego rozpoczął się strajk okupacyjny w kopalni „Wujek”. Dwa dni później, 16 grudnia 1981 milicja i wojsko zaatakowały strajkujących górników i dokonały krwawej pacyfikacji kopalni, w wyniku której śmierć poniosło dziewięciu górników.
W dniu 16 lutego 2018 roku rozpoczęto prace przygotowawcze związane z budową centrum przesiadkowego na terenie brynowskiej pętli tramwajowej. Jego oddanie do użytku nastąpiło w połowie grudnia 2020 roku. W dniu 1 stycznia 2021 roku kopalnię „Murcki-Staszic” połączono z brynowską kopalnią „Wujek”, tworząc zakład pod nazwą Kopalnia Węgla Kamiennego „Staszic-Wujek”

## Architektura i urbanistyka

### Rozwój urbanistyczny

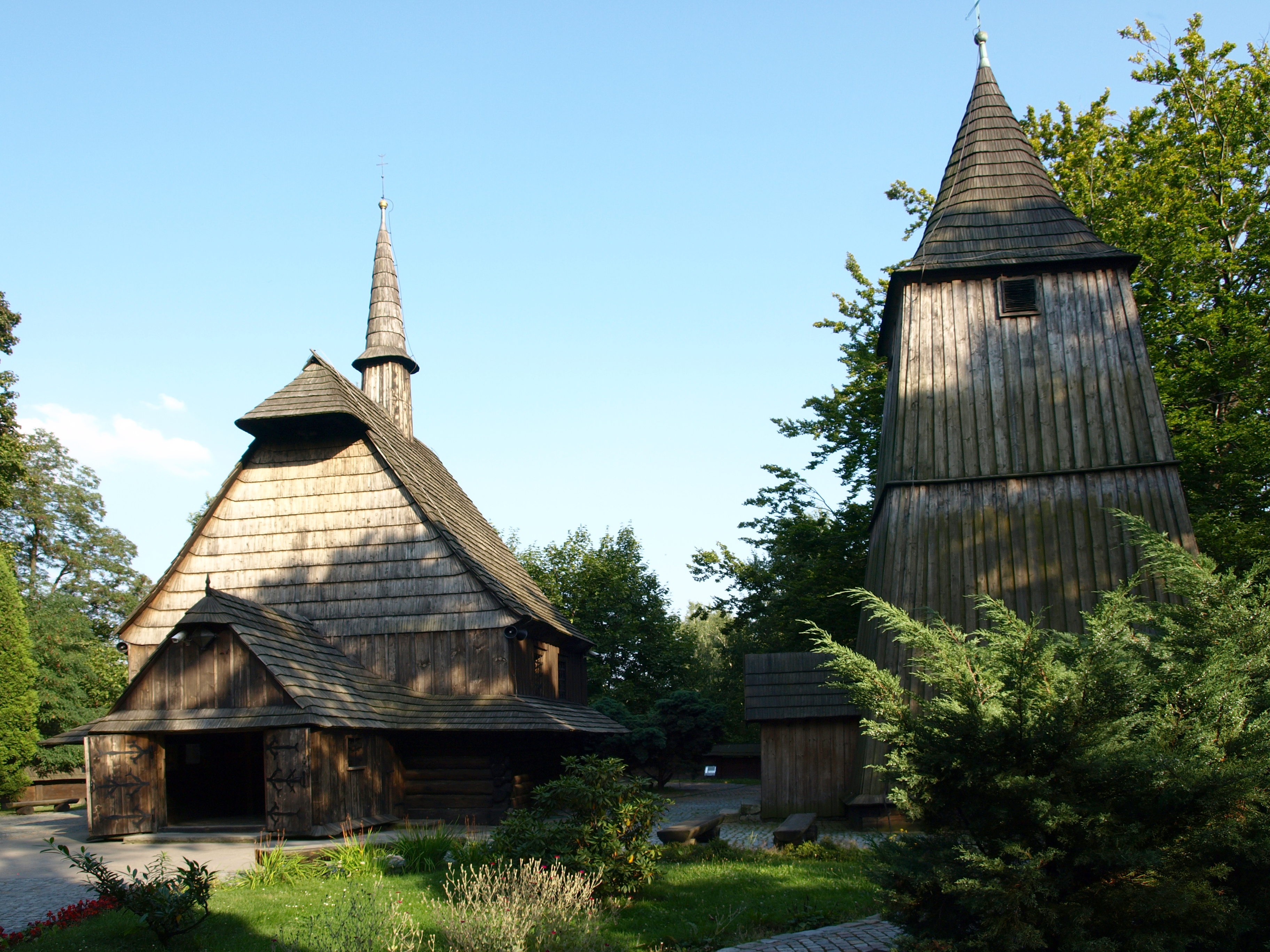
Zabytkowy kościół św. Michała Archanioła z XVI wieku, położony w parku Kościuszki na Wzgórzu Beaty

W XVIII i XIX wieku wykształciła się zwarta zabudowa Brynowa. Koncentrowała się ona wówczas w rejonie obecnych ulic: Dworskiej, Lubiny, Brynowskiej, Rolnej i Nasypowej. Intensywny rozwój urbanistyczny gminy Brynów został zapoczątkowany wraz z rozwojem przemysłu w XIX wieku. Nowa zabudowa mieszkaniowa powstawała w tym czasie zwłaszcza w rejonie Katowickiej Hałdy, zaś w centrum Brynowa, w rejonie późniejszych ulic Brynowskiej i Dworskiej rozwój urbanistyczny uniemożliwiał znajdujący się w pobliżu brynowski dwór. W 1938 roku w Brynowie znajdowały się 133 budynki mieszkalne i 3 niemieszkalne. W budynkach mieszkalnych znajdowało się zaś 558 mieszkań. Najwięcej obiektów znajdowało się wówczas przy ulicach: Brynowskiej (47 budynków), Lubiny (15) i Kępowej (13).

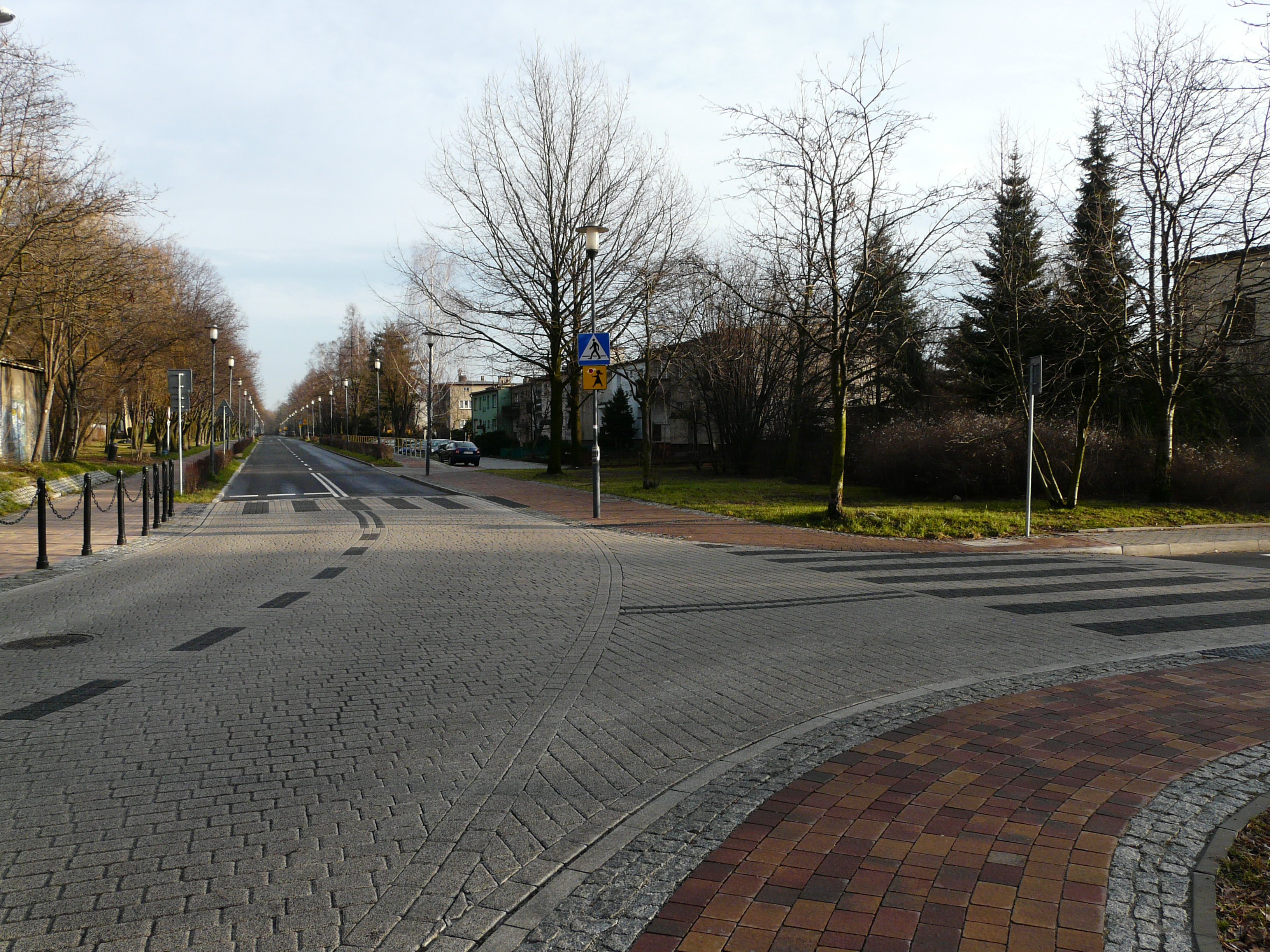
Fragment osiedla Ptasiego – ulica Drozdów

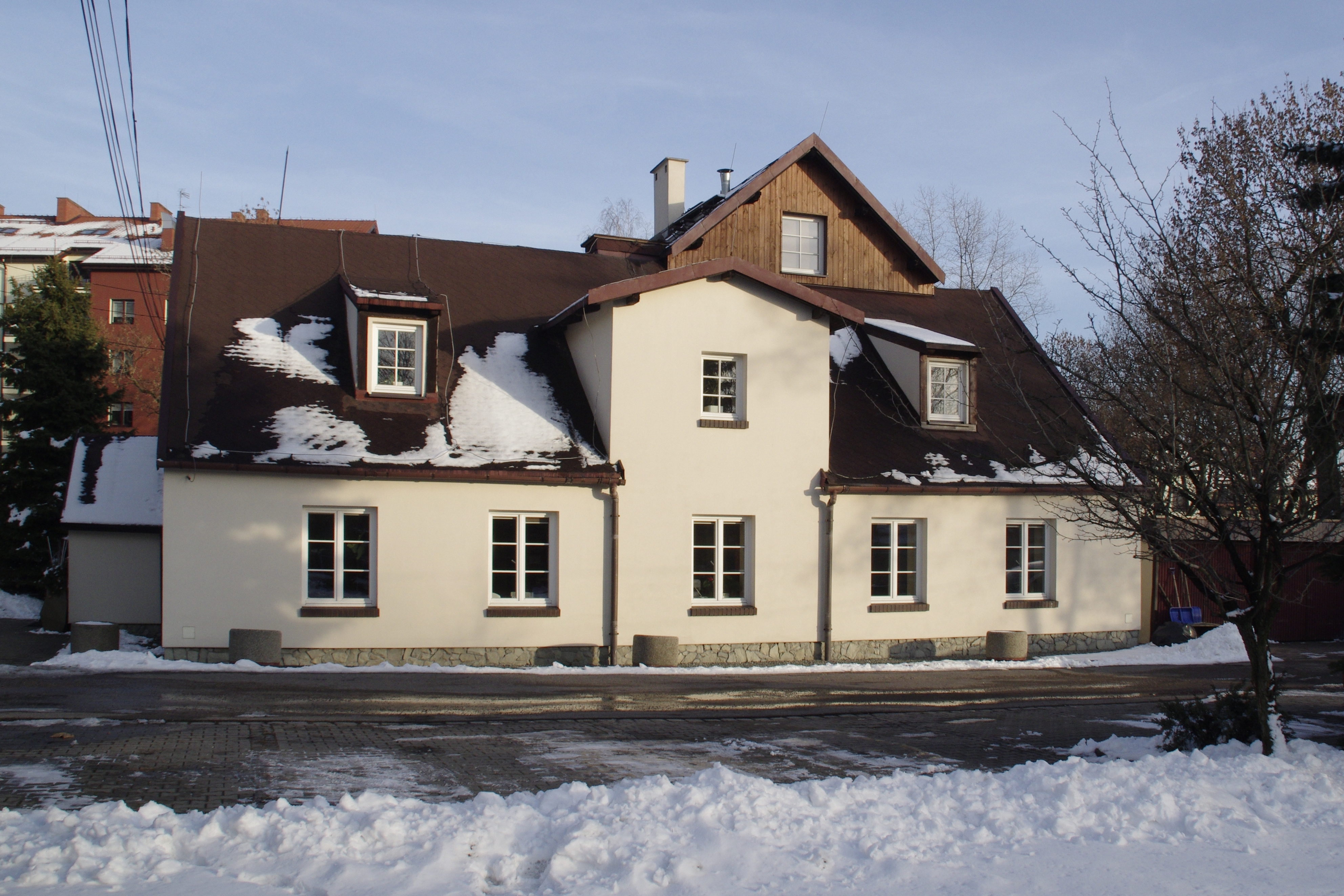
Zespół zabudowy dawnego folwarku brynowskiego przy ulicy T. Kościuszki 138, pochodzący z połowy XIX wieku

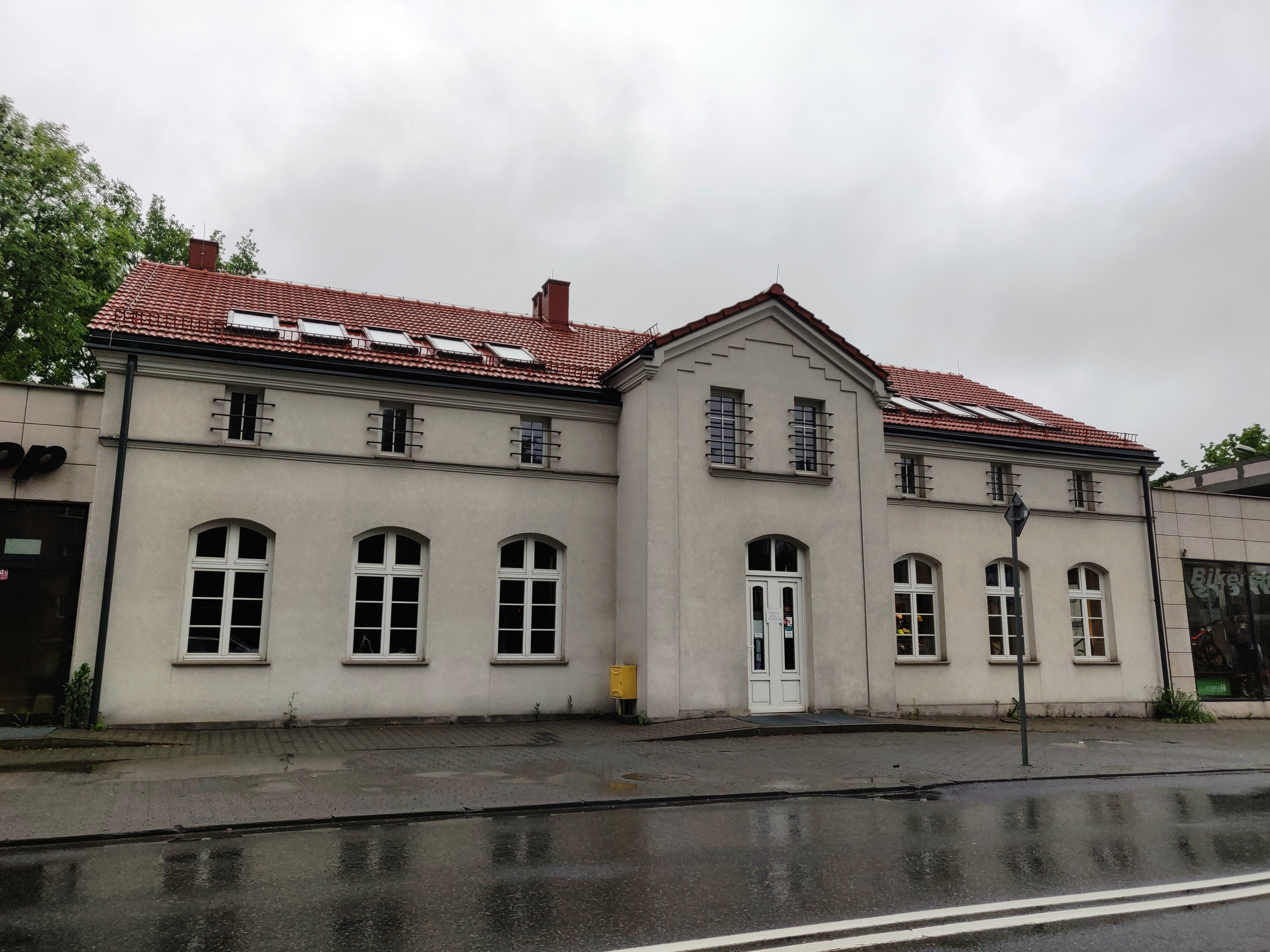
Zrekonstruowany budynek przy ulicy Brynowskiej 52 z początku XX wieku – gmach dawnej restauracji „Singer”'

Do końca II wojny światowej nowa zabudowa zaczęła powstawać również przy udziale kopalni „Oheim” („Wujek”). W 1910 roku przy obecnej ulicy Mikołowskiej na terenie Katowickiej Hałdy rozpoczęto budowę domów dla urzędników i dozoru kopalni. Łącznie powstało osiem budynków-bliźniaków. Budowę luźnej zabudowy uwarunkowano tym, że kolonia powstała na terenach w przyszłości narażone na szkody górnicze. Po drugiej strony ulicy znajdowała się kolonia robotnicza składająca się z dwunastu domów, zwana kolonią Dwunastu Apostołów, która powstała w połowie XIX wieku. Została ona wyburzona przed I wojną światową. W czasie II wojny światowej ówcześni zarządcy kopalni wybudowali kolonię przy ulicy św. Huberta, zwana kolonią Świętego Huberta.
Zaraz po II wojnie światowej przy ulicy Rolnej powstało osiedle domków dla pracowników kopalni „Wujek” – łącznie powstały 44 murowane domy. W latach 50. XX wieku przy ulicy Drozdów powstały tzw. domy profesorskie, budowane dla pracowników Głównego Instytutu Górnictwa. W latach 60. w rejonie m.in. ulic Drozdów, Kukułek, Szpaków i Słowików zrealizowano następne osiedle mieszkaniowe – Brynów B (nazwane później osiedlem Ptasim). Składa się ono głównie z domów jednorodzinnych z ogródkami. Z tego samego okresu pochodzi osiedle Brynów A, powstałe w trójkącie ulic: T. Kościuszki, Brynowskiej i L. Różyckiego. W latach 70. XX wieku w rejonie ulic: Brynowskiej, Lubiny, Rolnej, Ligockiej wybudowano wielokondygnacyjne bloki mieszkalne. W 1978 roku na terenach dawnego folwarku brynowskiego rozpoczęto budowę osiedla dla 3,5 tys. mieszkańców – osiedle im. A. Zgrzebnioka. Na początku lat 80. XX wieku powstało osiedle w rejonie ul. W. Orkana i Z. Kossak-Szczuckiej.
Po 1989 roku rozwój urbanistyczny Brynowa koncentrował się głównie w rejonie osiedla A. Zgrzebnioka. Na przełomie lat 80. i 90. XX wieku powstała zabudowa przy ulicy Kolibrów, Lelków i Czajek, w okolicach 2000 roku budynki przy ul. Czajek, Zimorodków i Cyranek, zaś w latach 2005–2009 osiedle przy ulicy Wróbli. Osobnym osiedlem jest projekt Wille Parkowa przy ulicy Parkowej, zaprojektowane w latach 2011–2012 przez zespół projektantów pracowni architektonicznej Konior Studio, na czele którego stał Tomasz Konior. Osiedle wybudowano w latach 2012–2014 i tworzy pięć prostych brył.
Również rejon ulic Ceglanej i Meteorologów stały się miejscem koncentracji nowych inwestycji mieszkaniowych. Powstało tutaj kilka nowych osiedli mieszkaniowych, w tym: Nowe Ptasie (budowa w latach 2018–2020), Zdrowe Stylove (budowa w latach 2019–2021) czy Ceglana Park (budowa rozpoczęta w kwietniu 2019 roku).

### Zabytki i obiekty historyczne
W Brynowie znajdują się (bądź znajdowały) następujące historyczne obiekty:
- pomnik poległych górników KWK „Wujek”;
- park im. Tadeusza Kościuszki, wpisany do rejestru zabytków (nr rej.: A/1515/93 z 26 lutego 1993 roku)[55]; założony około 1898 roku (tzw. Südpark)[56];
- kościół św. Michała Archanioła, z 1510 roku, wpisany do rejestru zabytków (nr rej.: 1179/71 z 9 marca 1971 roku)[55]; przeniesiony do parku z Syryni w roku 1938;
- spichlerz dworski z 1688 roku, przeniesiony do parku z Syryni w 1938 roku[57]; spłonął w latach siedemdziesiątych XX wieku;
- cmentarz żołnierzy Armii Czerwonej (przeniesiony do parku T. Kościuszki w 1967 roku z miejsca dzisiejszego pomnika Powstańców Śląskich);
- zespół zabudowy dawnego folwarku (ulica T. Kościuszki 138); pochodzący z połowy XIX wieku; obejmujący jednokondygnacyjny murowany budynek mieszkalny z facjatą oraz budynek gospodarczy, wzniesione w stylu klasycystycznym[58];
- murowana dwukondygnacyjna willa (ulica T. Kościuszki 182); wzniesiona w latach trzydziestych XX wieku w stylu późnego modernizmu[58];
- modernistyczna willa (ulica T. Kościuszki 186)[58];
- murowana dwukondygnacyjna willa (ulica T. Kościuszki 188); wzniesiona w latach dwudziestych XX wieku w stylu późnego modernizmu[58];
- modernistyczna willa (ulica T. Kościuszki 190); wzniesiona w latach dwudziestych XX wieku[58];
- wieża spadochronowa znajdująca się w parku im. T. Kościuszki, która po wybuchu II wojny światowej w pierwszych dniach września 1939 roku była punktem oporu harcerzy;
- część zabudowań kopalni węgla kamiennego „Wujek”, powstałych w 1899 roku;
- budynek mieszkalny (ul. Brynowska 57)[59], ochrona obowiązuje w granicach działki; ochroną zostały objęte: skala i forma historyczna, geometria dachu, cechy stylowe i detale architektoniczne, historyczna kolorystyka, kształt, wielkość, rozmieszczenie otworów okiennych i drzwiowych, ich podziały, półokrągłe ryzality ogrodowe z tarasem i metalową balustradą;
- zabytkowe kamienice z końca XIX i początku XX wieku.

## Gospodarka i instytucje

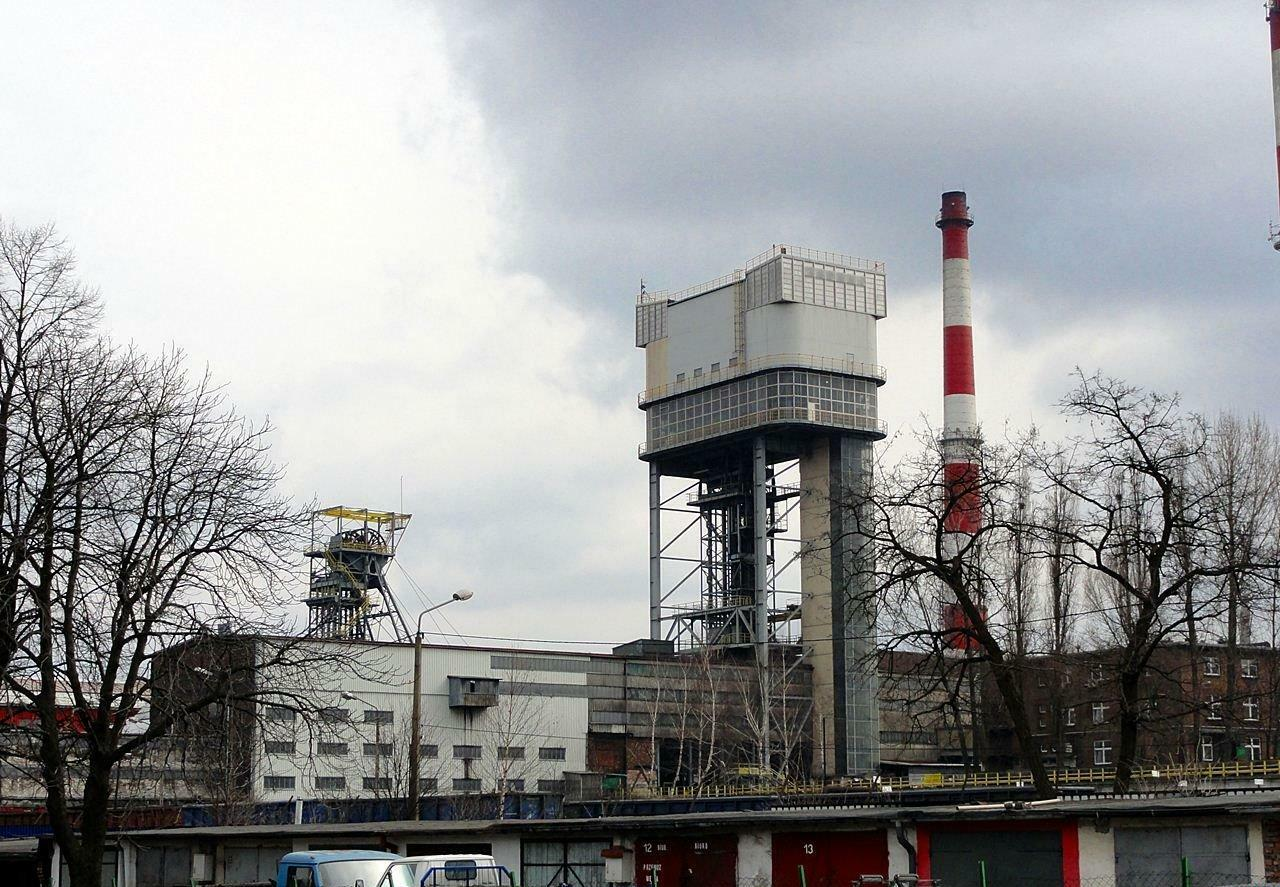
Ruch „Wujek” w Brynowie, będący częścią kopalni „Staszic-Wujek”

Do końca XVIII wieku na obszarze Brynowa głównym źródłem utrzymania ludności było rolnictwo (w tym chmielu) i leśnictwo. Intensywny rozwój działalności przemysłowej nastąpił w XIX wieku. Zaczęto wydobywać tu węgiel kamienny, a pokłady glin umożliwiły również uruchomienie kilku cegielni. Pierwszą kopalnią węgla kamiennego na terenie Brynowa był zakład „Beate” („Beata”), który znajdował się na terenie dzisiejszego parku im. T. Kościuszki. Eksploatację w kopalni rozpoczęto w 1801 roku. W 1873 roku w kopalni wydobyto 38,7 ton węgla, a ostatni węgiel wyjechał z zakładu w 1880 roku.
Z nią związane jest też powstanie późniejszej, większej kopalni – „Oheim” („Wujek”), która w momencie otwarcia w 1899 roku była największą i jedną z najnowocześniejszych kopalni na terenie Górnego Śląska. W 1902 roku kopalnię „Oheim” połączono z siecią kolejową poprzez budowę łącznicy z Ligoty, a także zakończono budowę gmachu dla administracji kopalni. W 1908 roku spółka Hohenlohe-Werke stała się jedynym właścicielem kopalni. W 1914 roku z kopalni wydobyto 548,3 mln ton węgla kamiennego, a zatrudnienie wynosiło 2,1 tys. osób. W 1922 roku, po włączeniu Brynowa do Polski, zmieniono nazwę kopalni na „Wujek”. W 1938 roku wydobycie sięgało 1,2 mln ton węgla kamiennego. Dnia 15 września 1939 roku kierownictwo w kopalni przejęli Niemcy, a także zaczęto zatrudniać robotników przymusowych i jeńców wojennych. Wydobycie węgla po II wojnie światowej wznowiono 5 lutego 1945 roku. W 1949 roku roczne wydobycie węgla kamiennego osiągnęło poziom 1,5 mln ton. W 2005 roku połączono kopalnię „Wujek” z zakładem „Śląsk” jako KWK „Wujek”. W 2010 roku wydobyto wyniosło 2,7 mln ton. Dnia 1 stycznia 2021 roku kopalnię „Murcki-Staszic” połączono z „Wujkiem”, tworząc zakład pod nazwą Kopalnia Węgla Kamiennego „Staszic-Wujek”.
W 1823 roku na pograniczu Brynowa i Katowickiej Hałdy ówcześni właściciel Katowic – Weddingowie, otworzyli hutę cynku „Henriette” („Henrietta”). Zakład ten mieścił się w pojedynczym murowanym budynku. W 1869 roku w hucie wytopiono 569 ton cynku. Pod koniec 1870 roku ówcześni właściciele zakładu – Wincklerowie, wygasili piece destylacyjne z uwagi na zestarzenie zakładu. Budynek cechowni, który znajdował się na zachodnim skraju parku Kościuszki, został wyburzony pod koniec lat 60. XX wieku.

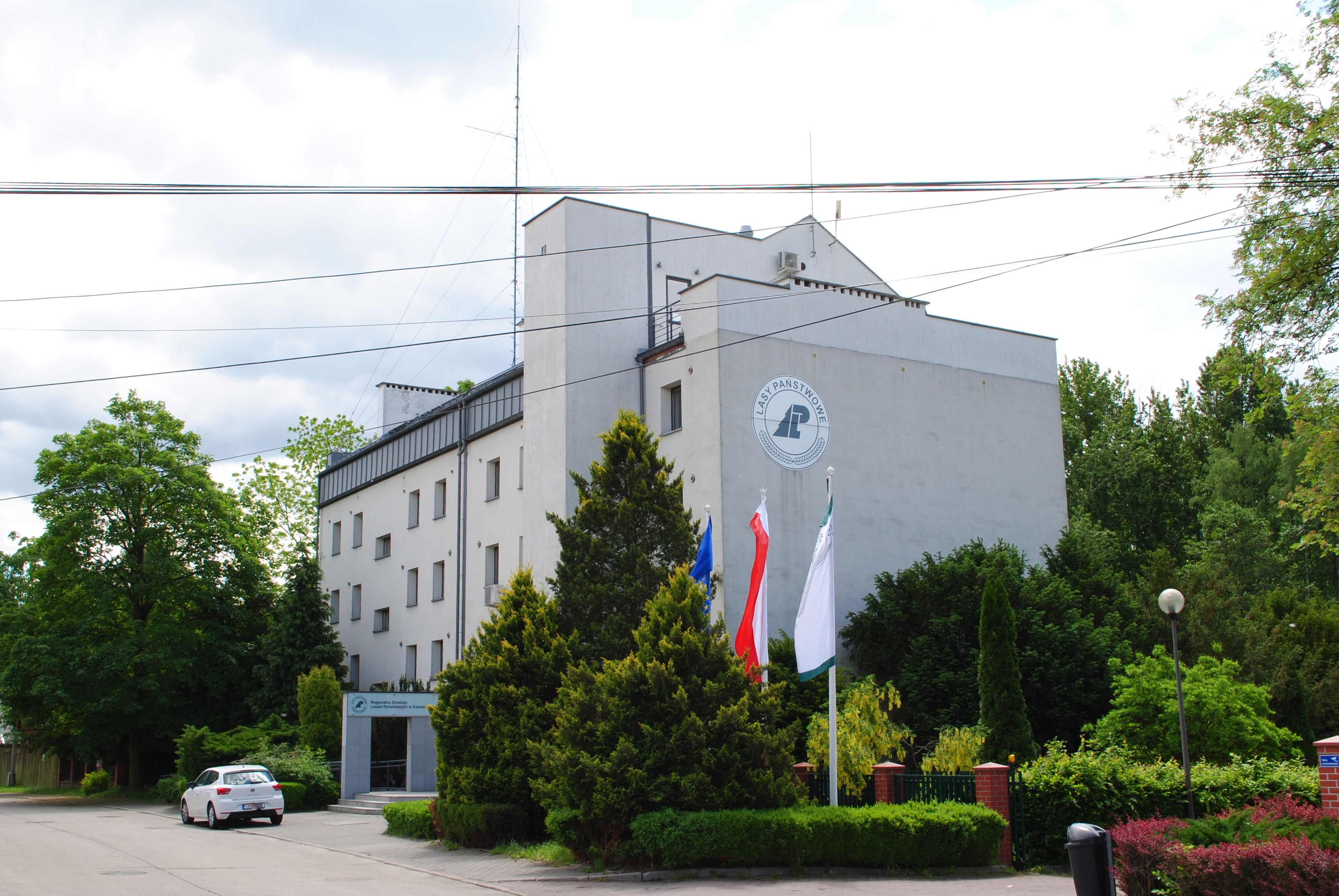
Siedziba Regionalnej Dyrekcji Lasów Państwowych w Katowicach przy ulicy św. Huberta 43/45

Na obszarze Brynowa działało również kilka cegielni. Jedna z nich znajdowała się przy ulicy Brynowskiej. Cegielnia „Badura” została w czasie II światowej przejęta przez Niemcy, a w 1950 roku znacjonalizowana – został ustanowiony przymusowy zarząd państwowy przez Śląską Dyrekcję Ogólnobranżową Przemysłu Miejscowego w Gliwicach. Na terenie po niej, w listopadzie 2019 roku rozpoczęto budowę pierwszego na terenie Katowic sklepu sieci Kaufland, otwartego pod koniec października 2010 roku.
Obecnie na obszarze Brynowa działają przedsiębiorstwa z różnych branż. Według stanu z 31 grudnia 2013 roku, w Załęskiej Hałdzie-Brynowie cz. zach. było zarejestrowanych 2 107 podmiotów gospodarczych w systemie REGON, zaś w Brynowie cz. wsch.-Os. Zgrzebnioka było ich 1 307. Znajdują się tu też sklepy wielkopowierzchniowe, takie jak: OBI (ul. Rolna 4), Biedronka (ul. Kępowa 56), Lidl (ul. Gawronów 4), ALDI (ul. K. Woźniczki 15a) czy wspomniany wcześniej Kaufland (ul. Brynowska 6). W Brynowie wykształciły się dwa lokalne ośrodki usługowe: rejon ulic Rolnej i Hetmańskiej oraz ulica Brynowska na odcinku od ulicy Dworskiej do ulicy T. Kościuszki. W nich znajdują się obiekty handlowo-usługowe, oświatowe, biblioteka oraz przystanki miejskiego transportu zbiorowego. Brynów jest też miejscem lokalizacji działalności publicznych o zasięgu miejskim lub regionalnym. W dawnych zabudowaniach folwarku brynowskiego, przy ulicy T. Kościuszki 138 swoją siedzibę ma Zakład Zieleni Miejskiej w Katowicach, przy ulicy św. Huberta 11 Południowy Zakład Spółki PKP CARGO, przy ulicy św. Huberta 43/45 Regionalna Dyrekcja Lasów Państwowych w Katowicach, zaś przy Brynowskiej 25a Wojewódzki Inspektorat Weterynarii w Katowicach.

## Transport

### Transport drogowy

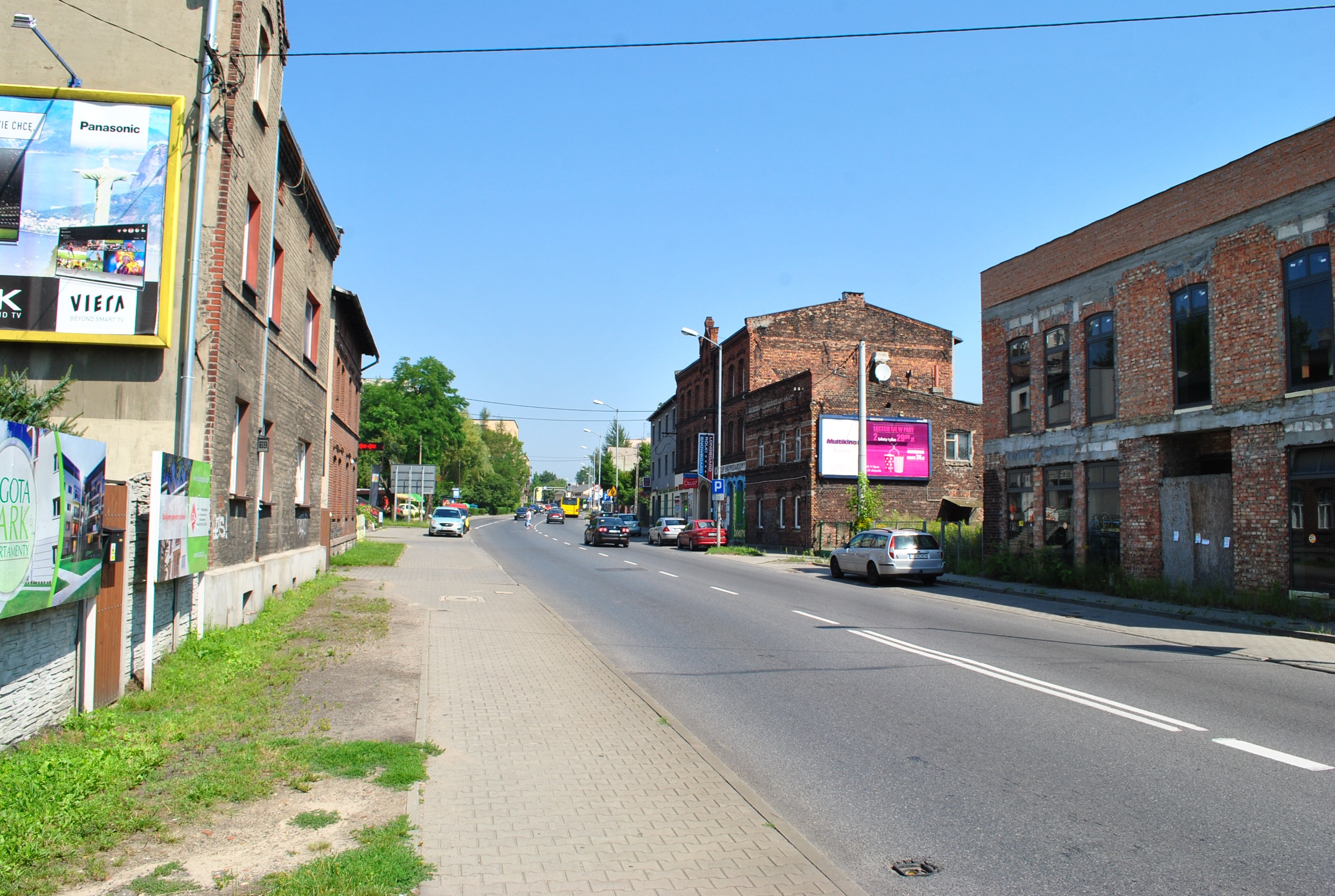
Ulica Brynowska w Brynowie (widok w kierunku północnym)

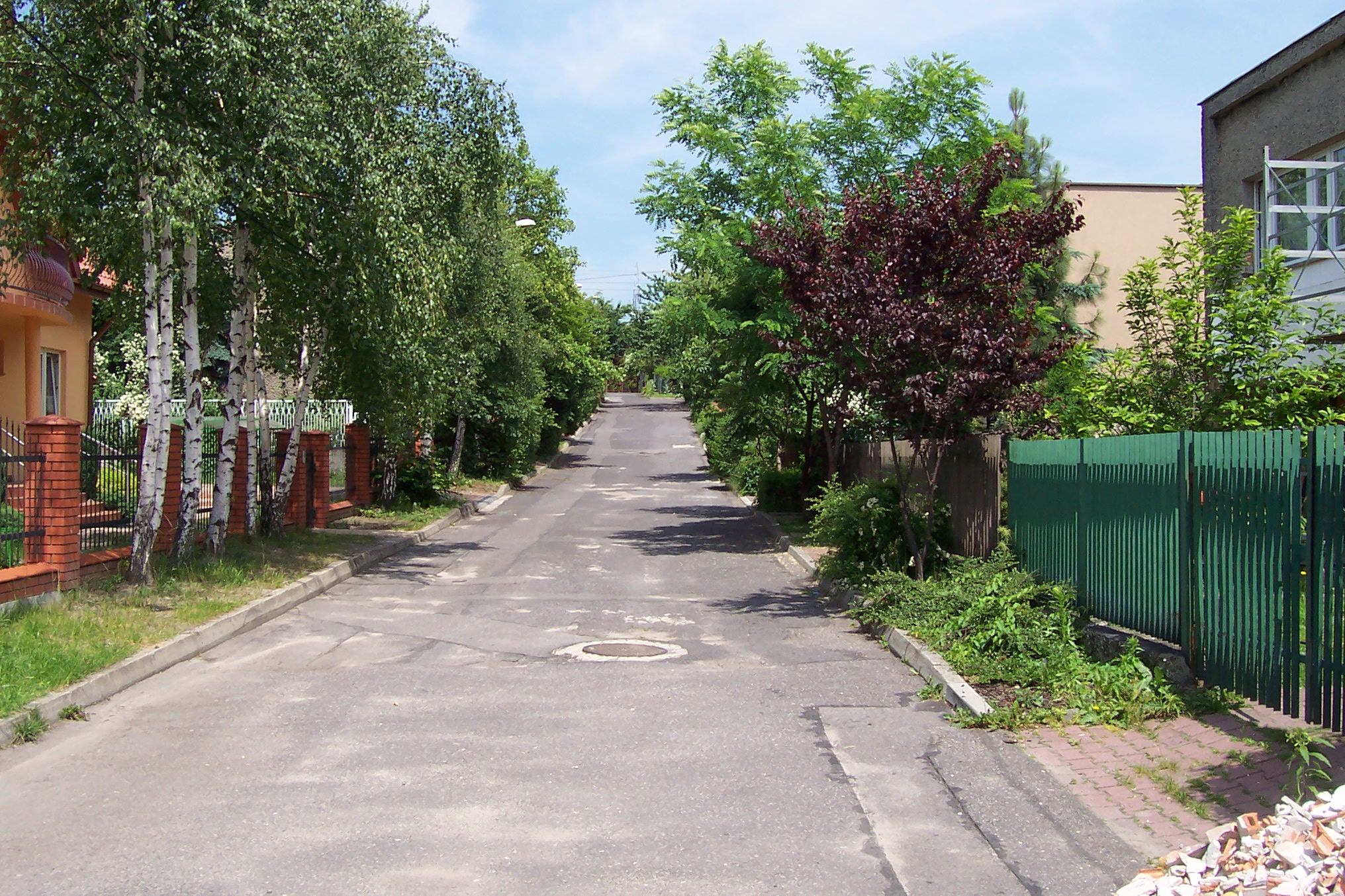
Jedna z lokalnych dróg Brynowa – ulica Kępowa

Przez obszar Brynowa przebiega kilka ważnych dróg. Do nich zaliczają się następujące z nich:
- ulica Brynowska – jedna z głównych ulic Brynowa, ukształtowana w XIX wieku[80]; łączy ona dzielnicę od północy z ulicą Mikołowską i dalej z autostradą A4 i Śródmieściem, zaś na południe z Ochojcem[5],
- aleja Górnośląska – stanowi ona fragment autostrady A4; oddziela Załęską Hałdę-Brynów cz. zach. i Brynów cz. wsch.-Osiedle Zgrzebnioka od Śródmieścia; pomiędzy 1966–1969 powstało rondo w miejscu dzisiejszego węzła drogowego Mikołowska, natomiast trasę w kierunku wschodnim oddano do użytku 24 marca 1971 roku; w latach 1978–1982 rondo przebudowano na węzeł drogowy[81], a do listopada 1999 roku odcinek zmodernizowano[82],
- ulica T. Kościuszki – najdłuższa ulica w całych Katowicach[83]; początki drogi sięgają XVIII wieku jako trasy łącząca ówczesną wieś Katowice z Brynowem; do lat 30. XX wieku droga ta kończyła się przy brynowskim folwarku, po czym ją przedłużono do obecnego skrzyżowania z ulicą Kolejową[84]; obecnie łączy ona Brynów w kierunku północnym ze Śródmieściem Katowic, zaś na południowy zachód z Piotrowicami i dalej z Mikołowem[5],
- ulica Mikołowska – jedna z ważniejszych dróg wylotowych w Katowicach, biegnących w kierunku południowo-zachodnim; szlak w miejscu ulicy istniał przed XVII wiekiem, łącząc Katowice z Brynowem[85]; w latach 70. XX wieku ulicę Mikołowską poszerzono do skrzyżowania z ulicą Ligocką i ulicą Brynowską, wyburzając jednocześnie zabudowę po zachodniej stronie drogi[27]; w kierunku północno-wschodnim łączy się z autostradą A4 i Śródmieściem, zaś na południowy zachód dalej wzdłuż ulicy Ligockiej do Ligoty i Panewnik, zaś wzdłuż ulicy Brynowskiej z Ochojcem i Piotrowicami[5],

Do pozostałych ważniejszych dróg na terenie Brynowa należą: ulica Łabędzia, ulica Rolna i ulica św. Huberta.
Autostrada A4 stanowi główny element układu komunikacyjnego całych Katowic, dzięki czemu Brynów połączony jest z drogą o zasięgu międzyregionalnym i międzynarodowym, a w wewnętrznych połączeniach umożliwia połączenia w relacji wschód-zachód. Ciąg ulic: Mikołowska, Brynowska i T. Kościuszki stanowią drogi główne ruchu przyspieszonego (klasa GP). Przebiegające przez teren Brynowa ulice: Kolejowa i 73 Pułku Piechoty to drogi główne (droga klasy G) – stanowią one fragment drogi krajowej nr 81. W połączeniach wewnątrzmiejskich Brynów z Ligotą najdogodniejsze połączenia posiadają z centrum Katowic poprzez ulice: Ligocką, Mikołowską i Rolną, a pomiędzy poszczególnymi makroregionami Katowic najlepsze połączenia ma z Murckami i Giszowcem, zaś najgorsze z Bogucicami i Pniakami oraz Józefowcem i Koszutką.

### Transport kolejowy

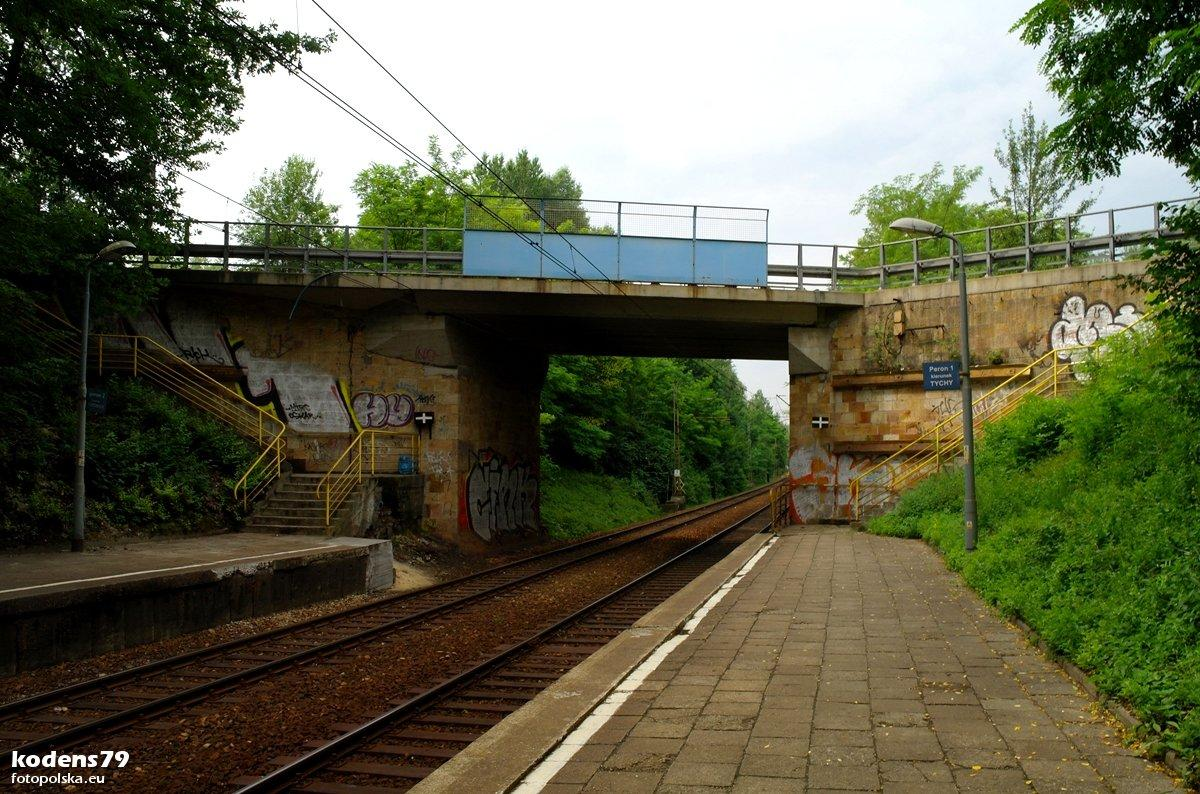
Linia kolejowa nr 139 na wysokości Brynowa (przystanek Katowice Brynów – przed modernizacją)

Na granicy Brynowa (Katowickiej Hałdy) i Załęskiej Hałdy biegnie linia kolejowa nr 139. Linię tę oddało do użytku Towarzystwo Kolei Górnośląskiej 1 grudnia 1852 roku na odcinku Katowice – Ligota (Katowice Ligota). Linie tę na brynowskim odcinku zelektryfikowano 4 marca 1961 roku. Na linii tej znajduje się przystanek osobowy Katowice Brynów. W lipcu 2021 roku z przystanku odjeżdżały pociągi w kierunku Bielska-Białej, Bohumina, Częstochowy, Katowic, Rybnika, Tychów Lodowiska, Zakopanego i Zwardonia. Kursy te obsługują pociągi Kolei Śląskich. Brynów prostopadle do ulic T. Kościuszki i Rolnej przecina towarowa linia kolejowa nr 171 relacji Dąbrowa Górnicza Towarowa – Panewnik. Została ona oddana do użytku 27 września 1953 roku, zaś 30 maja 1970 roku linię zelektryfikowano.
W latach 1936–1938 do kopalni „Wujek” doprowadzono 8-kilometrową linię kolejową dowożącą piasek ze złoża w Lasach Panewnickich na terenach obecnego Mikołowa. Linia ta miała dwa tory o rozstawie szyn 785 mm. Używano wówczas czterech parowozów. Linię tę w 1964 roku zamknięto, a tory rozebrano z uwagi na to, iż własne złoża piasku były niewystarczające i podjęto decyzje o budowie normalnotorowego połączenia kolei piaskowej – została ona otwarta w latach 50. XX wieku. Linia ta, stanowiąca fragment Południowej Magistrali Piaskowej, na odcinku do kopalni „Wujek” została zlikwidowana do około 2017 roku.

### Miejski transport zbiorowy

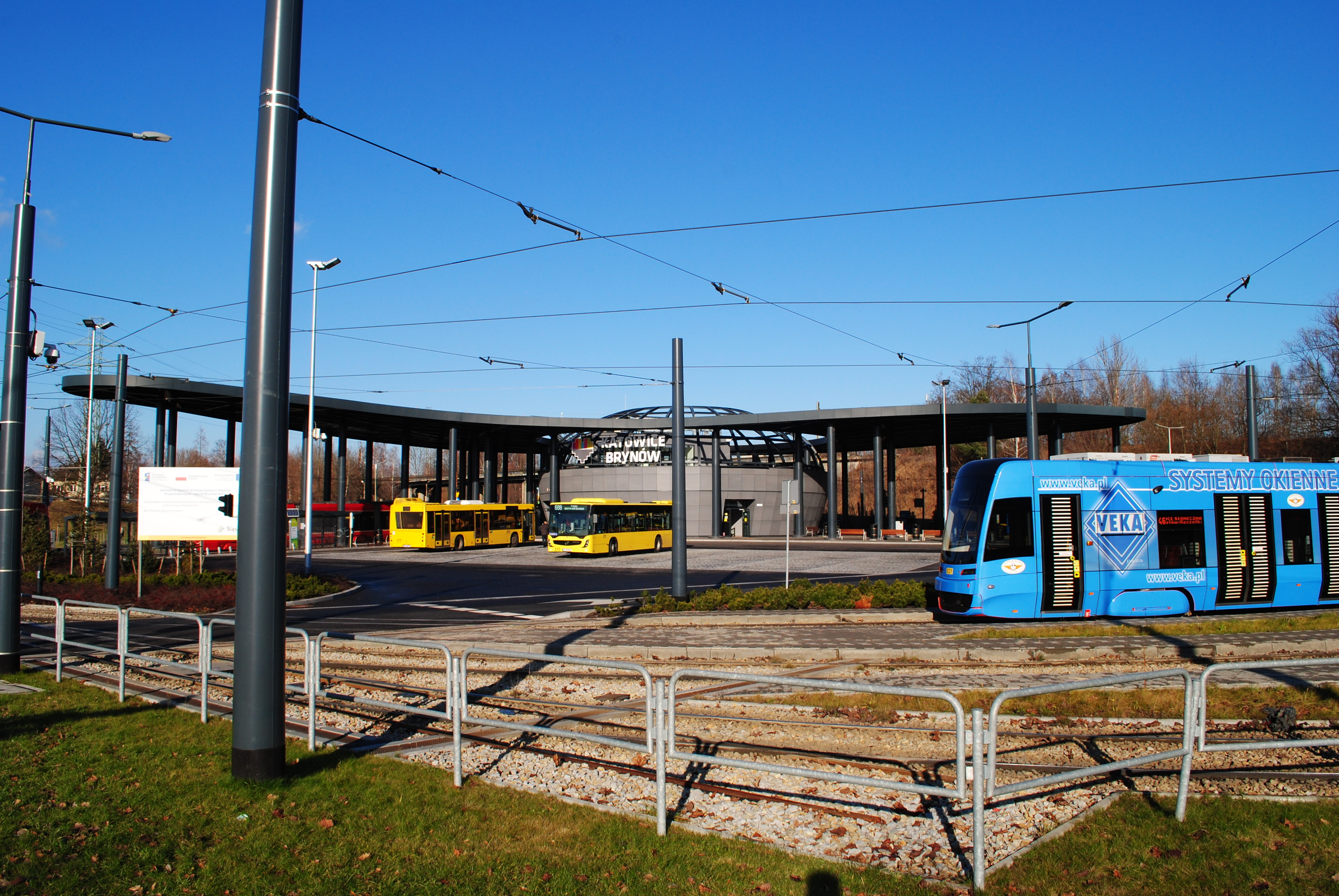
Centrum Przesiadkowe Brynów od strony południowej

Transport miejski w Brynowie realizowany jest przez Zarząd Transportu Metropolitalnego za pomocą autobusów i tramwajów. Znajduje się tutaj 15 przystanków: Brynów Centrum Przesiadkowe, Brynów Drozdów, Brynów Dworska, Brynów Dziewięciu z Wujka, Brynów Gawronów, Brynów Gawronów I, Brynów Gawronów II, Brynów Kopalnia Wujek, Brynów Kościuszki, Brynów Orkana, Brynów Różyckiego [nż], Brynów Rzepakowa [nż], Brynów Słowików, Brynów W. Pola i Brynów Zgrzebnioka. Autobusowo-tramwajowy przystanek Brynów Centrum Przesiadkowe znajduje się w miejscu dawnego przystanku Katowice Brynów Pętla, na którym powstało Centrum Przesiadkowe Brynów, oddane do użytku w połowie grudnia 2020 roku. W lipcu 2021 roku zatrzymywało się na nim 16 linii autobusowych i 5 linii tramwajowych. W dni robocze kursowało wówczas średnio 16 par połączeń tramwajowych na dobę. Linie autobusowe i tramwajowe łączą Brynów z innymi dzielnicami Katowic i miastami Górnośląsko-Zagłębiowskiej Metropolii.
Sieć tramwajowa do Brynowa powstała w latach powojennych. Dnia 18 września 1947 roku oddano do użytku z parku Kościuszki w kierunku Brynowa o długości 2,1 km, a na odcinku końcowym w 1969 roku wybudowano pętlę tramwajową. Linia ta stanowi kontynuację trasy tramwajowej z centrum Katowic do parku T. Kościuszki, oddanej do użytku 14 czerwca 1912 roku.

## Oświata
Pierwsza szkoła w Brynowie, wzniesiona przez miejscowych chłopów, powstała w rejonie dzisiejszej ulicy Dworskiej 3 w 1865 roku jako szkoła ludowa dla brynowskich dzieci. Jako że obiekt był zbyt mały, w latach 1912–1914 roku obiekt rozbudowano. W 1914 roku funkcjonowała ona jako czterooddziałowa szkoła wiejska, która w 1922 roku została przekształcona w Polską Szkołę Powszechną. W 1870 roku powstała pierwsza szkoła w Katowickiej Hałdzie, funkcjonująca jako Niemiecka Szkoła Katolicka, która w 1921 roku stała się szkołą polską. W 1911 roku na terenie Brynowa otwarto szkołę gospodarstwa domowego. W 1926 roku szkołę w Katowickiej Hałdzie przemianowano na Katolicką Szkołę Powszechna im. ks. Józefa Poniatowskiego, a w latach 1928–1929 na Szkołę Powszechną nr 5 im. ks. J. Poniatowskiego. Budynek szkoły znajdował się przy dzisiejszej ulicy Mikołowskiej, którym to w 1937 roku odsłonięto tablicę poświęcona poległym powstańców śląskim pochodzącym z Brynowa. Według danych z 1938 roku, w Brynowie działała jedna ochronka w szkole im. Tadeusza Kościuszki przy ulicy Dworskiej, do której uczęszczało wówczas 20 dzieci.

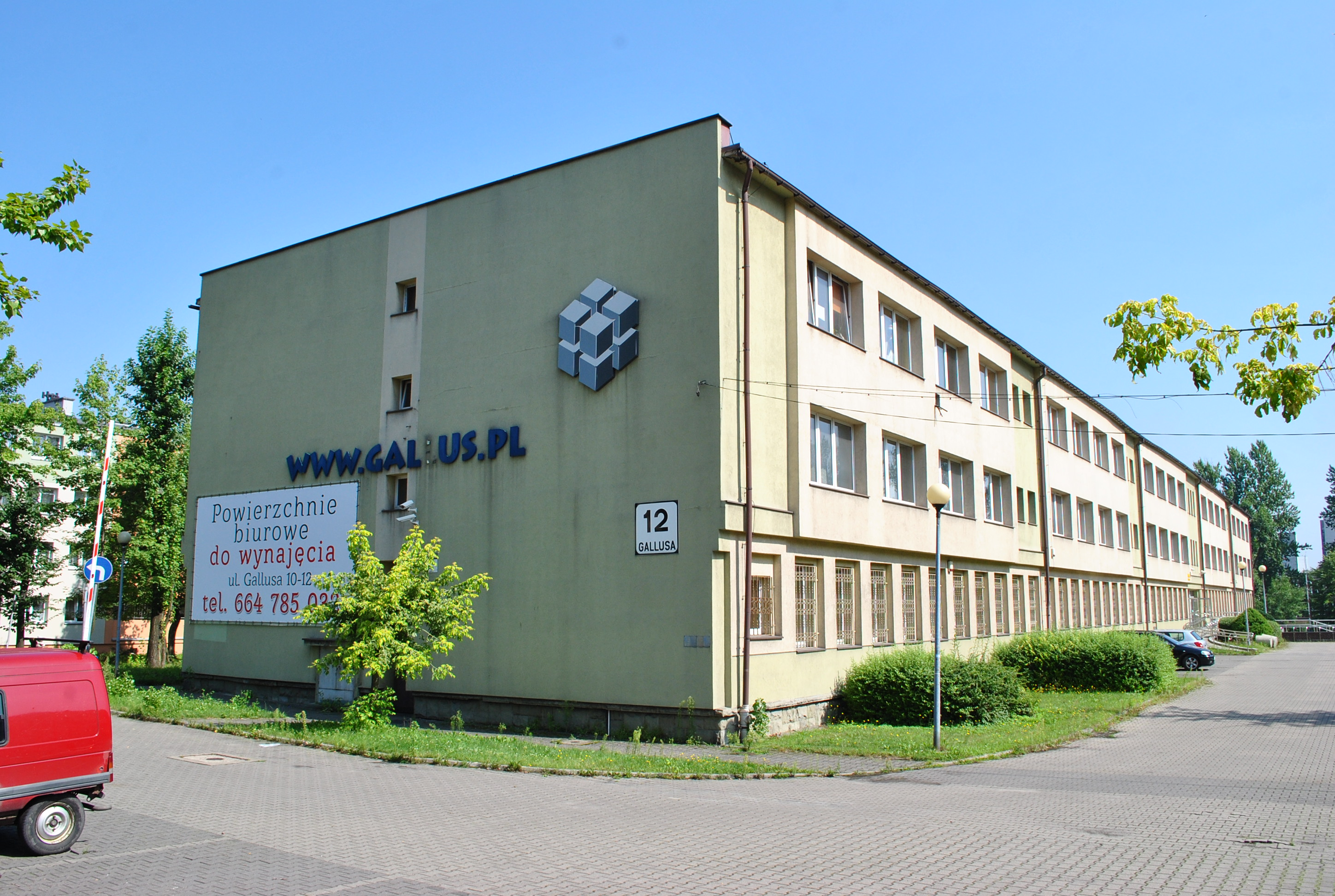
Siedziba nieistniejącej obecnie Wyższej Szkoły Zarządzania Marketingowego i Języków Obcych przy ulicy J. Gallusa 12

W czasach Polski Ludowej, w latach 50. XX wieku powstało Miejskie Przedszkole Nr 51, początkowo jako przedszkole dwuoddziałowe. W 1950 roku obecną Szkołę Podstawową nr 11 przeniesiono do nowego budynku przy obecnej ulicy Nasypowej 16, zaś budynek starej szkoły, pełniący w późniejszym czasie inne funkcje, został około 2003 roku wyburzony. Kamień węgielny pod budowę szkoły na osiedlu Ptasim położono wiosną 1960 roku, a otwarcie Szkoły Podstawowej nr 65 nastąpiło 1 września 1964 roku. W dniu 1 października 1966 roku uczniowie z obecnej Szkoły Podstawowej nr 5 w Katowickiej Hałdzie przenieśli się do nowego budynku przy ulicy J. Gallusa 5, wybudowanego dzięki górnikom kopalni „Wujek” z okazji uroczystości Tysiąclecia Państwa Polskiego, zaś dotychczasowy budynek szkoły został rozebrany. W 1972 roku powstał przy obecnej ulicy Mikołowskiej 131 gmach Technikum Górniczego na 800 uczniów. W 1971 roku Ministerstwo Górnictwa i Energetyki połączyło kilka szkół w Zespół Szkół Zawodowych MGiE. Uczyło się w niej wówczas 1,5 tys. uczniów. W 1998 roku zmieniono nazwę szkoły i profile kształcenia – powstał wówczas Zespół Szkół Technicznych i Ogólnokształcących nr 2. W 1975 roku przy ulicy Brynowskiej 82 zostało założone Miejskie Przedszkole nr 1, któremu 29 stycznia 1996 roku nadano imię Hansa Christiana Andersena. W 1987 roku Siostry Szkolne de Notre Dame powołały Przedszkole Niepubliczne „Tęcza”, znajdujące się przy ulicy Warzywnej 26a. W Brynowie powstało też pierwsze na Górnym Śląsku prywatne przedszkole – powołano je w 1992 roku jako Prywatne Przedszkole nr 1 w Katowicach. Dnia 1 września 2005 roku powołano Zespół Szkół Zawodowych Specjalnych nr 6.
Po 1989 roku na terenie Brynowa powstały również dwie prywatne uczelnie wyższe. Wyższa Szkoła Zarządzania Marketingowego i Języków Obcych została powołana w 1994 roku i w ciągu 5 lat działalność wykształciła ponad 20 tys. osób. W 2017 roku szkoła ta została postawiona w stan likwidacji. Swoją siedzibę miała przy ulicy J. Gallusa 12. Drugą uczelnią jest Akademia Śląska, założona jako Wyższa Szkoła Techniczna w Katowicach przez Arkadiusza Hołdę. Początki sięgają 15 grudnia 2003 roku, kiedy to wpisano uczelnię do rejestru niepaństwowych uczelni zawodowych pod numerem 143. Ma ona charakter uczelni techniczno-artystyczno-medycznej. Siedziba placówki mieści się przy ulicy Rolnej 43, a jej rektorem w roku akademickim 2020/21 był prof. Andrzej Grzybowski.

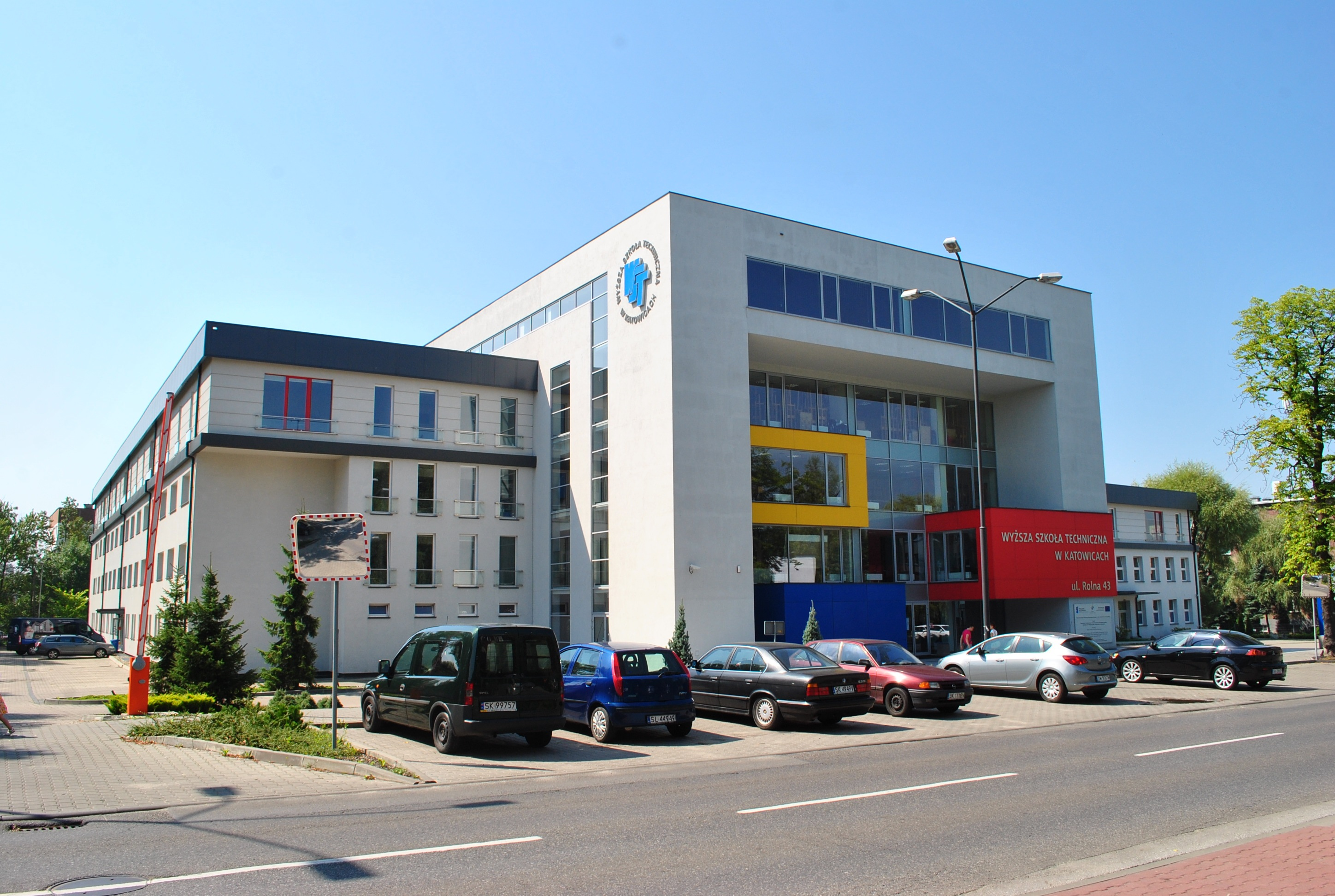
Siedziba Akademii Śląskiej przy ulicy Rolnej

Na terenie Brynowa są obecnie zlokalizowane placówki oświatowe różnego szczebla, zarówno o charakterze publicznym, jak i niepubliczne. Nie licząc żłobków, znajdują się tu następujące placówki oświatowe (stan na lipiec 2021 roku):
- Przedszkola:
  1. Miejskie Przedszkole Nr 1 im. Hansa Christiana Andersena (ul. Brynowska 82)[105];
  2. Miejskie Przedszkole nr 12 (ul. Ligocka 3)[114];
  3. Miejskie Przedszkole Nr 51 (ul. Rolna 41)[102];
  4. Miejskie Przedszkole nr 92 im. Wandy Chotomskiej (ul. Kormoranów 22)[115];
  5. Prywatne Przedszkole Nr 1 w Katowicach (ul. Ligocka 5a)[107];
  6. Anglojęzyczne Przedszkole Montessori Oxford Pre School (ul. Przepiórek 9)[116];
  7. Katolickie przedszkole "Tęcza" Sióstr de Notre Dame (ul. Warzywna 26a)[106];
- Szkoły podstawowe:
  1. Szkoła Podstawowa nr 5 im. Dziewięciu Górników z Wujka w Zespole Szkolno- Przedszkolnym nr 7 (ul. J. Gallusa 5)[117];
  2. Szkoła Podstawowa nr 11 z Oddziałami Integracyjnymi im. Tadeusza Kościuszki (ul. Nasypowa 16)[118];
  3. Szkoła Podstawowa nr 65 im. Gustawa Morcinka (ul. Kukułek 2a)[119];
  4. Niepubliczna Katolicka Szkoła Podstawowa im. Św. Rodziny (ul. Z. Kossak-Szczuckiej 24)[120];
- Szkoły ponadpodstawowe:
  1. Zespół Szkół Technicznych i Ogólnokształcących Nr 2: Technikum Nr 4 im. Powstańców Śląskich, XVI Liceum Ogólnokształcące im. Dziewięciu Górników z Wujka i Szkoła Policealna nr 6 (ul. Mikołowska 131)[121];
  2. Zespół Szkół Zawodowych Specjalnych nr 6: Branżowa Szkoła I stopnia nr 16 im. Janusza Korczaka Specjalna i Szkoła Specjalna Przysposabiająca do Pracy (ul. Rolna 22)[122];
- Szkoły wyższe:
  1. Akademia Śląska (ul. Rolna 43)[123].

## Kultura

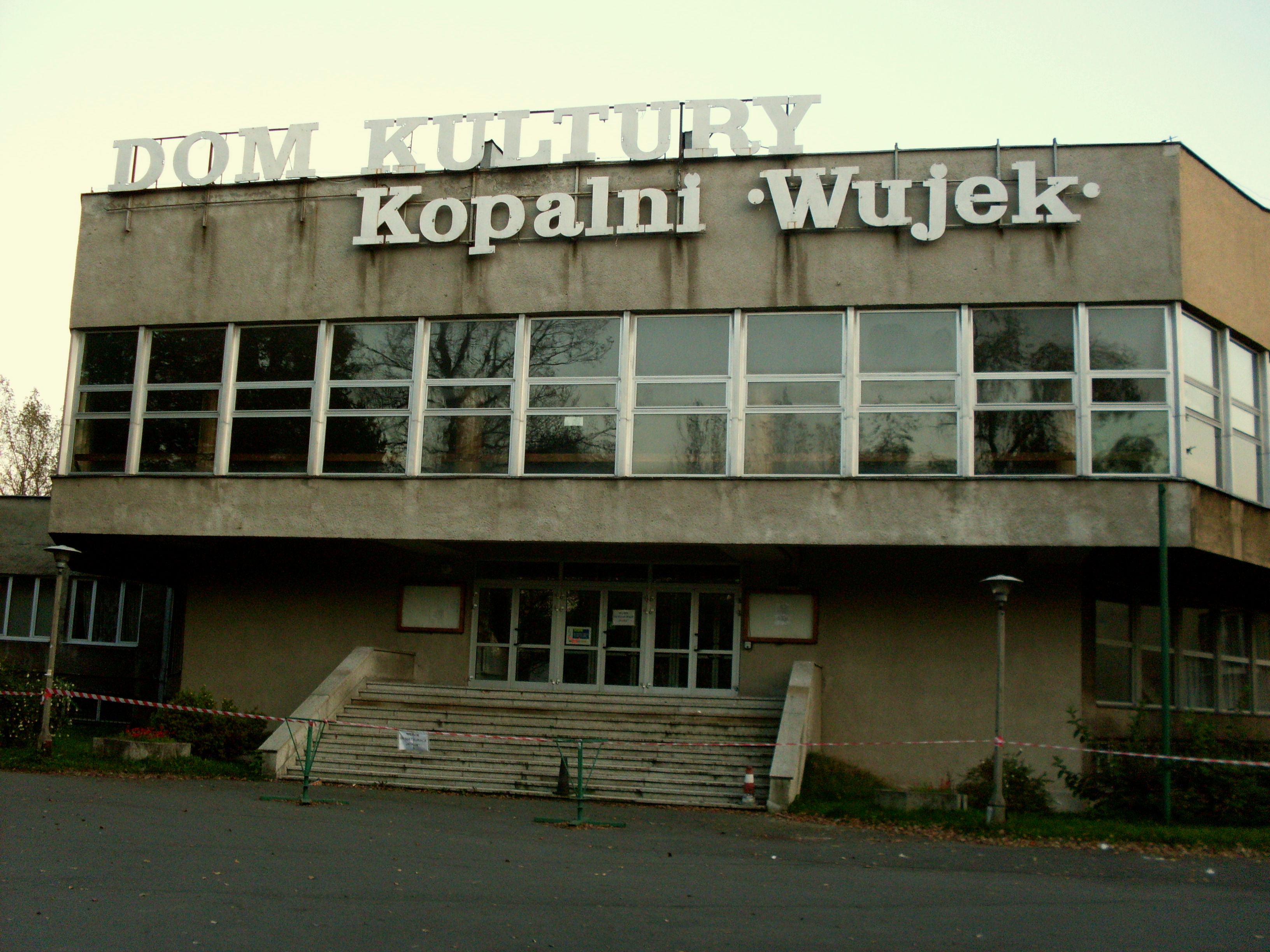
Dawny Dom Kultury Kopalni „Wujek” przy ulicy W. Pola

Kultura na terenie Brynowa zaczęła się intensywnie rozwijać po zakończeniu I wojny światowej. W 1919 roku powołano chór im. Tadeusza Kościuszki, który funkcjonował do 1953 roku. W 1927 roku na terenie Brynowa, przy obecnej ulicy Brynowskiej 27 powstała stacja radiofoniczna Rozgłośni Śląskiej Polskiego Radia, wówczas najsilniejsza w Polsce. Budynek ten zaprojektował Tadeusz Łobos. W okresie międzywojennym działała w Brynowie filia biblioteki Towarzystwa Czytelni Ludowych, która w 1935 roku gromadziła 3 848 tomów, a korzystały z niej wówczas 622 osoby.
Z inicjatywy kopalni „Wujek” w 1946 roku przy ulicy W. Pola powstała pierwsza świetlica zakładowa, w której działał teatr ludowy, balet dziecięcy i zespół mandolinistów. W latach 50. XX wieku przy ulicy J. Gallusa powstał Zakładowy Dom Kultury, a dawną świetlicę przekształcono w kino „Młodość”. Dom kultury przy ul. J. Gallusa został potem wyburzony, a nowy wybudowano przy ul. W. Pola w 1977 roku. W domu tym znajdowała się sala widowiskowa, a także działały kluby o różnorodnej tematyce, grupy muzyczne oraz biblioteka zakładowa.
Na terenie Brynowa według stanu z 2023 roku nie działa żaden dom kultury. Działa natomiast Filia nr 8 Miejskiej Biblioteki Publicznej w Katowicach, położona przy ulicy Brynowskiej 53a. Przy kopalni „Wujek” od 16 grudnia 2011 roku funkcjonuje Śląskie Centrum Wolności i Solidarności. Swoją siedzibę ma w budynku dawnego kopalnianego magazynu odzieżowego. W nim działa Izba Pamięci Kopalni „Wujek”, w ramach której funkcjonuje wystawa stała poświęcona pacyfikacji kopalni z 16 grudnia 1981 roku. Przy Szkole Podstawowej nr 11 funkcjonuje również Harcerskie Muzeum Etnograficzne, powstałe w latach 60. XX w. Jest ono prowadzone przez IV Szczep im. Obrońców Katowic.

## Religia

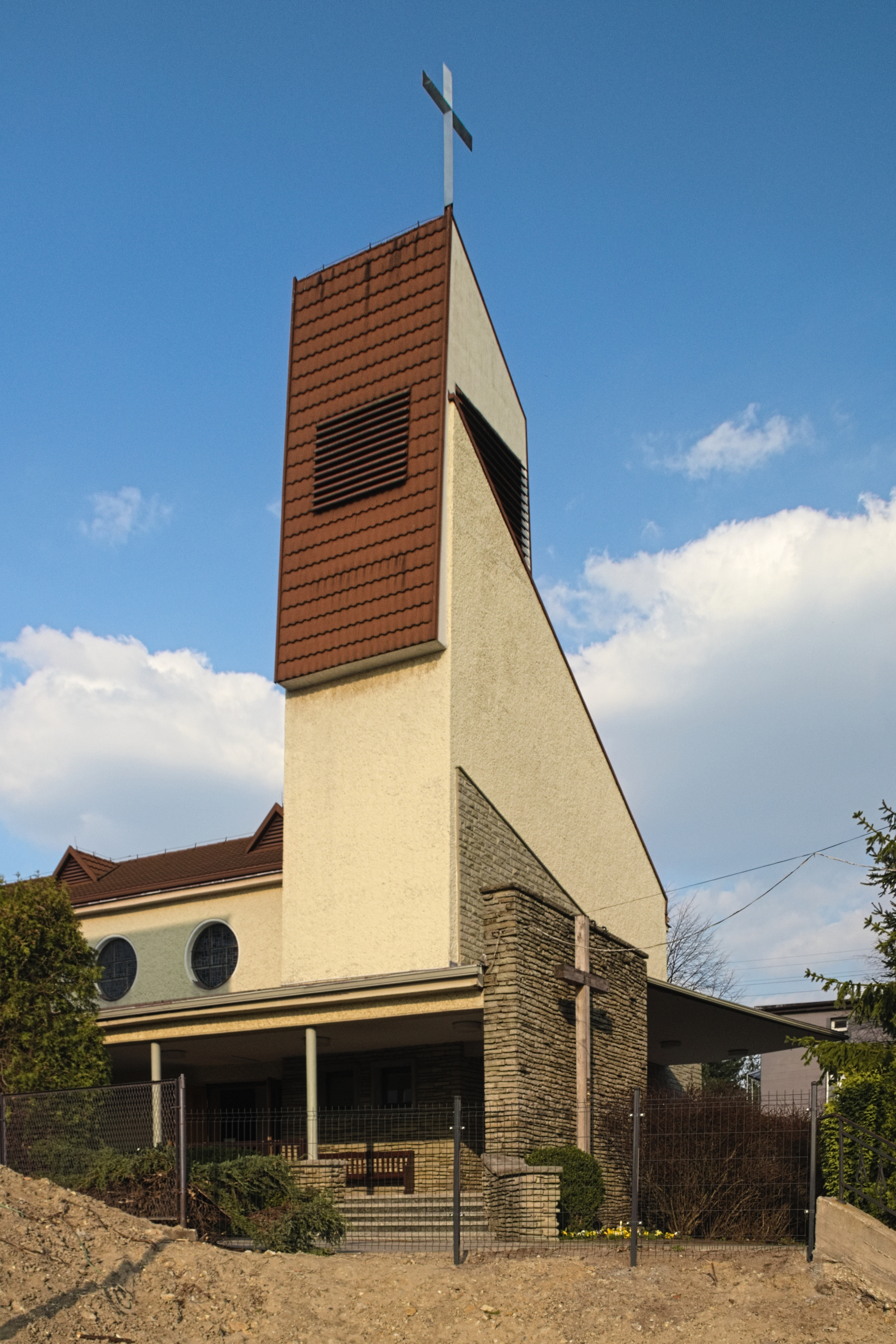
Kościół parafialny Parafii Najświętszych Imion Jezusa i Maryi

Pierwotnie rzymskokatoliccy mieszkańcy Brynowa przynależeli do najstarszej parafii na terenie Katowic – św. Szczepana w Bogucicach. W 1860 roku w rejonie dzisiejszego placu Wolności powstał tymczasowy kościół katolicki na terenie bogucickiej parafii, do którego uczęszczali również wierni z Brynowa i Katowickiej Hałdy. Z katowickiej parafii Mariackiej wydzielono nową parafią śś. Apostołów Piotra i Pawła. Z niej, a także z panewnickiej parafii św. Ludwika Króla i Wniebowzięcia Najświętszej Maryi Panny powołano łącznie cztery wspólnoty rzymskokatolickie. Jako pierwszą powołano parafię Najświętszych Imion Jezusa i Maryi – kurację ustanowiono 15 grudnia 1951 roku. Jako druga powołano parafię św. Michała Archanioła – 21 grudnia 1981 roku. Posiada ona dwie świątynie: drewniany kościół św. Michała Archanioła w parku Kościuszki, powstały prawdopodobnie w 1510 roku w Syryni oraz kościół Matki Kościoła Niepokalanej Jutrzenki Wolności na terenie osiedla A. Zgrzebnioka, konsekrowany 25 września 2001 roku. Przy ulicy Z. Kossak-Szczuckiej, 17 października 1982 roku powołano parafię Św. Rodziny i św. Maksymiliana Kolbego.
Powstanie czwartej brynowskiej parafii wiąże się z tragicznymi wydarzeniami na terenie kopalni „Wujek”, do których doszło w trakcie stanu wojennego 16 grudnia 1981 roku. Po tych wydarzeniach wzniesiono drewniany krzyż, który stał się zaczątkiem nowej parafii. Biskup katowicki, ks. Herbert Bednorz wystąpił z inicjatywą powstania kościoła-pomnika tragicznie zmarłych górników. Kościół Podwyższenia Krzyża Świętego został poświęcony w 1991 roku. Parafię zaś ustanowiono 1 maja 1983 roku.

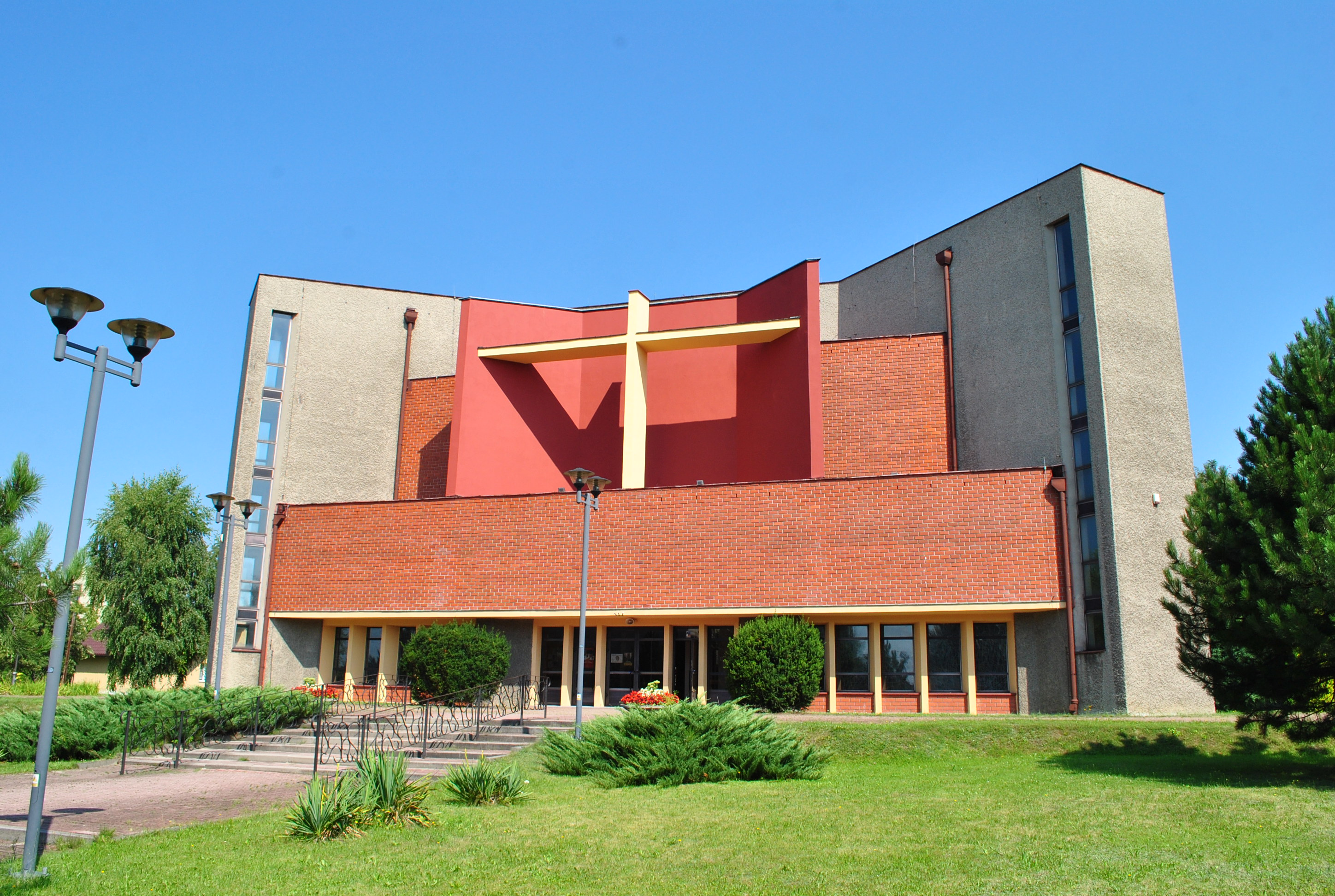
Kościół parafialny parafii Świętej Rodziny i św. Maksymiliana Kolbego

Na obszarze Brynowa w 2012 roku istniały dwa domy zakonne. Pierwszy w dniu 10 stycznia 1977 roku przy parafii Najświętszych Imion Jezusa i Maryi, na terenie którym, przy ulicy Warzywnej 26a osiedliło się wówczas pięć sióstr ze zgromadzenia Sióstr Szkolnych de Notre Dame. Działy one już od lat 50. XX wieku na terenie dzielnicy. W 1987 roku obok klasztoru otwarto pierwsze niepubliczne przedszkole w Katowicach w czasach Polski Ludowej, prowadzone przez siostry (obecnie pod nazwą „Tęcza”). Drugi dom zakonny powstał przy ulicy Parkowej – był to klasztor sióstr Karmelitanek Dzieciątka Jezus.
Obecnie na terenie Brynowa działają następujące wspólnoty rzymskokatolickie:
- Parafia Podwyższenia Krzyża Świętego (ul. Piękna 8)[136],
- Parafia Najświętszych Imion Jezusa i Maryi (ul. J. Przyklinga 12)[137]
- Parafia Świętej Rodziny i św. Maksymiliana Kolbego (ul. Z. Kossak-Szczuckiej 24)[138],
- Parafia św. Michała Archanioła (ul. Gawronów 20)[139].

## Sport i rekreacja

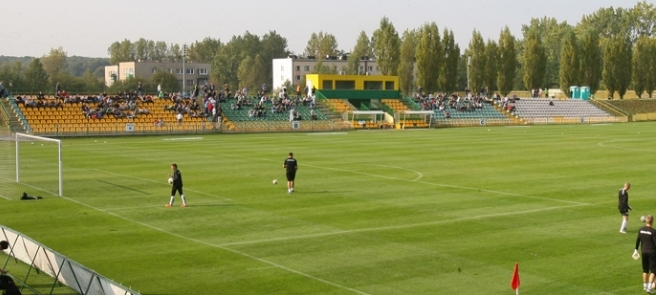
Stadion Rozwoju Katowice położony przy ulicy Zgody (2014)

Sport na terenie Brynowa zaczął się rozwijać po zakończeniu I wojny światowej, wraz z rozwojem polskiego ruchu niepodległościowego. W 1919 roku zostało założone Towarzystwo Gimnastyczne „Sokół” Katowice-Brynów. Z Towarzystwa oraz wśród pracowników kopalni „Wujek” wywodzili się założyciele powołanego 27 listopada 1925 roku Klubu Sportowego „Rozwój”. Pierwszą rozwijaną sekcją była piłka nożna. W 1926 roku piłkarze Rozwoju uczestniczyli w rozgrywkach o Puchar Zakładów Hohenlohe. W dniu 26 stycznia 1927 roku Rozwój zgłosił swój akces do Okręgowego Związku Bokserskiego. W dwudziestoleciu międzywojennym na terenie Brynowa działały następujące zespoły piłkarskie: Badura Brynów (lata 1918–1939), Kołłontay Brynów (1938 rok), Oddział Młodzieży Powstańczej Brynów (1934 rok), Rozwój Katowice (lata 1924–1939) i Towarzystwo Gimnastyczne „Sokół” Brynów, a z bokserskich Rozwój Brynów, działający w latach 1929–1936.
Pierwszy obiekt sportowy Rozwoju znajdował się na terenie dzisiejszego kąpieliska „Bugla” w Załężu. Od lat 30. XX wieku do 1969 roku Rozwój miał swój obiekt przy ulicy Mikołowskiej. W 1974 roku oddano do użytku boisko przy dzisiejszej ulicy Zgody. W wyniku restrukturyzacji Spółki Restrukturyzacji Kopalń Rozwój opuścił stadion przy ulicy Zgody i przeniósł się na ulicę A. Asnyka 27. Klub Sportowy Rozwój Kopalni Wujek w Katowicach w sezonie 2020/2021 roku rozgrywał swoje mecze w IV lidze piłkarskiej, zaś do sukcesów klubu należy awans i gra w I lidze w sezonie 2015/16 i udział w 1/8 Pucharu Polski w sezonie 2018/19.
Towarzystwo Gimnastyczne „Sokół” Brynów, założone w 1919 roku, prowadziło działalność sportową w sekcji gimnastycznej i lekkoatletycznej. W całej swojej działalności zdobył dwa medale mistrzostw świata w 1938 roku i sześć medali mistrzostw Polski w latach 1936–1938. Do jednych z najbardziej zasłużonych sportowców brynowskiego „Sokoła” należała Marta Majowska, a spośród działaczy m.in. Jan Kluzik. Towarzystwo Gimnastyczne „Sokół” w Brynowie zostało wykreślone 7 lutego 1950 roku. W dniu 8 kwietnia 1934 roku została założona organizacja młodzieżowa Oddział Młodzieży Powstańczej Brynów, która w 1934 roku skupiała 44 członków. Prowadziła ona sekcję lekkoatletyczną i tenisa stołowego.

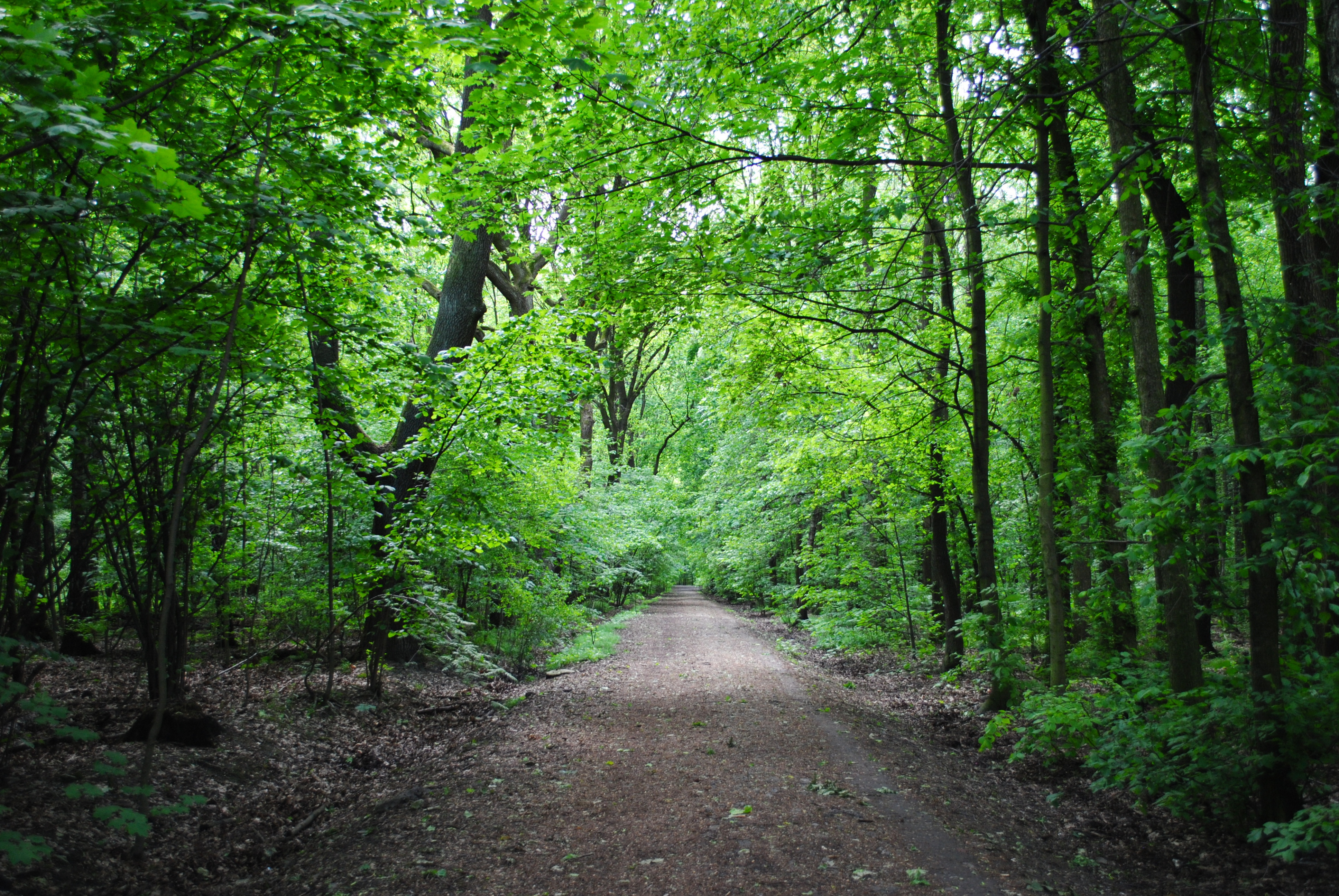
Piesza alejka pomiędzy Brynowem a Doliną Trzech Stawów

Brynów jest dzielnicą Katowic ze sporym udziałem terenów zielonych. Głównym obszarem zieleni jest park imienia Tadeusza Kościuszki, a ponadto sąsiaduje z Katowickim Parkiem Leśnym. Przez Brynów przebiegają szlaki turystyczne i rowerowe, także znajdują się tu obiekty sportowo-rekreacyjne. Wiosną 2020 roku został oddany do użytku Basen Brynów, znajdujący się przy ulicy T. Kościuszki 104. Obiekt posiada basen sportowy o wymiarach 25x16 m i głębokości 120–180 cm. Na basenie jest sześć torów pływackich, a na widowni znajduje się 115 miejsc. Ponadto w kompleksie znajduje się: basen rekreacyjny, sala gimnastyczna, studio EMS, sauny fińskie i turecka, beczka schładzająca, prysznic wrażeń oraz wytwornica lodu. Przy ulicy Nasypowej 65 położony jest ORW Rolna, na który składa się m.in.: otwarty basen rekreacyjny, siłownia, bar, wypożyczalnia sprzętu sportowego, szatnie i sanitariaty. Obiekt ten jest zarządzany przez katowicki MOSiR. Bazę obiektów sportowo-rekreacyjnych uzupełniają siłownie i szkoły jogi.
W Brynowie znajdował się w przeszłości tor wyścigów konnych. Powstał on na terenie dawnego brynowskiego folwarku przy ulicy T. Kościuszki. Otwarto go dnia 7 sierpnia 1932 roku z inicjatywy Wielkopolskiego Towarzystwa Wyścigów Konnych. Od 1934 roku był współorganizatorem wydarzeń Śląskiego Klubu Jazdy Konnej. Po raz ostatni w publikacjach był on wzmiankowany w 1945 roku.
Przez Brynów przebiegają następujące szlaki:
- Szlak Bohaterów Wieży Spadochronowej – z Panewnik przez park Kościuszki w kierunku Śródmieścia Katowic[151];
- Szlak Parkowy – z parku Kościuszki do Katowickiego Parku Leśnego[151];
- Katowicki Szlak Spacerowy – ze Śródmieścia, a na terenie Brynowa po południowej stronie, równolegle do torów kolejowych i dalej w kierunku Murcek[151];
- nr 2 – z parku T. Kościuszki w kierunku Panewnik i Zadola do Stargańca[152].